# Schweizer Fussballnationalmannschaft
Die Schweizer Fussballnationalmannschaft der Männer (kurz «Nati» [ˈnat͡si]; französisch Équipe nationale suisse de football, kurz «la Nati»; italienisch Nazionale di calcio della Svizzera, Spitzname «Rossocrociati»; rätoromanisch Squadra naziunala da ballape da la Svizra) ist die Auswahlmannschaft des Schweizerischen Fussballverbands (SFV). Das A-Team, so die Bezeichnung des SFV, vertritt die Schweiz auf internationaler Ebene, und zwar im Unterschied zu den Nachwuchsmannschaften in Wettbewerben ohne Altersbeschränkungen.
Ihr erstes Länderspiel absolvierten die Schweizer 1905 gegen Frankreich. Der bisher grösste Erfolg des A-Teams war der Gewinn der Silbermedaille bei den Olympischen Sommerspielen 1924, der grösste Erfolg einer Juniorenauswahl 2009 der Weltmeistertitel der U-17. Von den 1930er bis 1960er Jahren prägte der Österreicher Karl Rappan den Schweizer Fussball; er führte den Schweizer Riegel ein und betreute die Mannschaft an drei Weltmeisterschaften. Die WM 1954 fand in der Schweiz statt.
In den 1960er Jahren begann eine Ära der Erfolglosigkeit, die fast 30 Jahre dauerte. Nationaltrainer Roy Hodgson brachte die Mannschaft wieder in die Nähe der Weltspitze und erreichte die Qualifikation für die WM 1994 und die EM 1996.
Mit Nationaltrainer Köbi Kuhn qualifizierten sich die Schweizer für die EM 2004. In der Folge nahm die Schweiz mit Ausnahme der EM 2012 an allen Europa- und Weltmeisterschaften teil (WM 2006 und EM 2008 unter Köbi Kuhn; WM 2010 und WM 2014 unter Ottmar Hitzfeld; EM 2016, WM 2018 und EM 2020 unter Vladimir Petković, WM 2022 und EM 2024 unter Murat Yakin).

## Geschichte

### Fussball-Pionierland Schweiz
Nach dem Vereinigten Königreich war die Schweiz das erste Land Europas, in dem der Fussballsport ausgeübt wurde. Britische Studenten und Kaufleute gründeten in den frühen 1870er Jahren verschiedene Clubs in der Genferseeregion. 1879 entstand der älteste noch heute bestehende Club der Schweiz, der FC St. Gallen. Elf Vereine gründeten 1895 im Bahnhofbuffet Olten die «Schweizerische Football-Association». Anfänglich waren vier von fünf Mitgliedern der Verbandsleitung Briten. Der Schweizer Verband gehörte 1904 zu den sieben Gründungsmitgliedern der FIFA und nannte sich 1913 in Schweizerischer Fussballverband (SFV) um. Mit der Eindeutschung des Namens sollte der damals noch immer als typisch «britisch» geltende Fussball besser in der Bevölkerung verankert werden. Darüber hinaus hoffte der Verband, mit diesem Schritt den Status einer subventionsberechtigten Organisation zu erhalten, was jedoch erst in den 1920er Jahren gelang.
Dass sich im Schweizer Fussball nur wenige deutschsprachige Begriffe durchgesetzt haben, ist auf den starken anglophonen Einfluss in der Frühphase zurückzuführen. So wird der Elfmeter Penalty, die Ecke Corner, das Tor Goal und der Spielführer Captain genannt. Auch zahlreiche Vereine tragen englische Namen wie zum Beispiel die Young Boys oder die Grasshoppers.
Die weitere Verbreitung des Fussballs in Europa erfolgte hauptsächlich von der Schweiz aus, durch Absolventen hiesiger Eliteschulen und Universitäten, die das Spiel während ihrer Studienaufenthalte kennengelernt hatten und es in ihre jeweiligen Heimatländer brachten. Zu ihnen gehören unter anderem der Deutsche Walther Bensemann, der 1889 den ersten Fussballverein in Süddeutschland gründete, und Vittorio Pozzo, der das Spiel ebenfalls in der Schweiz kennengelernt hatte und entscheidend zu dessen Popularisierung in Italien beitrug. Auch Schweizer sorgten für die Verbreitung: Der Turnlehrer Georges de Rebius führte 1893 den Fussball in Bulgarien ein, Hans Gamper gründete 1899 den FC Barcelona, die Mehrheit der Gründungsmitglieder von Inter Mailand waren Schweizer. Der fast vollständig aus Schweizern zusammengesetzte Verein Stade Helvétique Marseille gewann 1909, 1911 und 1913 die Meisterschaft des grössten französischen Verbandes USFSA.

### Die ersten Jahre der Nationalmannschaft (1905–1918)
Internationale Spiele fanden ab Mitte der 1890er Jahre zunächst auf Vereinsebene gegen Teams aus dem grenznahen Ausland statt. Am 4. Dezember 1898 spielte erstmals eine Auswahl Schweizer Vereinsmannschaften, die eine süddeutsche Auswahl mit 3:1 bezwang. Das Aufgebot bestand zur Hälfte aus in der Schweiz lebenden Ausländern, die meisten davon waren Briten. Es folgten weitere Partien dieser Art, so zum Beispiel am 8. April 1901 die Begegnung mit Österreich, die in der österreichischen Fussball-Literatur als «Ur-Länderspiel» bezeichnet wird und mit einer 0:4-Niederlage endete.

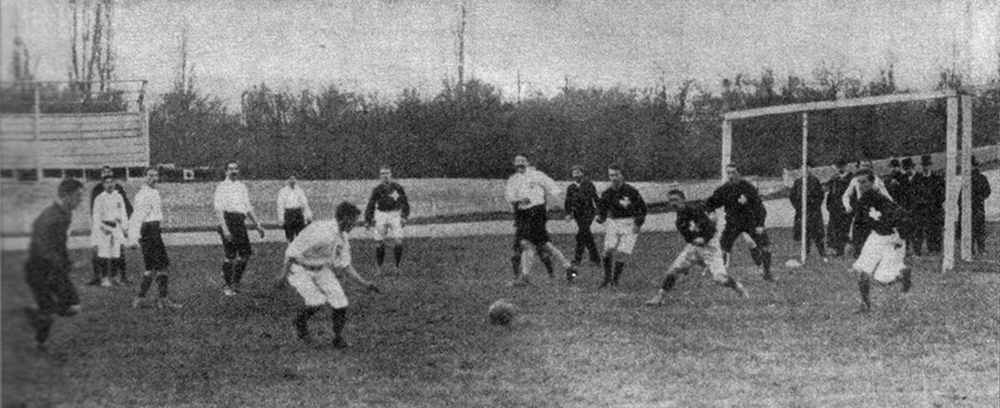
Das erste Länderspiel (Frankreich–Schweiz am 12. Februar 1905)

Ihr erstes offizielles Länderspiel trugen die Schweizer am 12. Februar 1905 in Paris gegen Frankreich aus. Die Partie vor 5000 Zuschauern verloren die Schweizer mit 0:1. Das Rückspiel in Genf konnte aufgrund finanzieller Probleme des Verbandes erst drei Jahre später ausgetragen werden und ging mit 1:2 verloren. Adolf Frenken vom FC Winterthur erzielte das erste Schweizer Länderspieltor. Im dritten Spiel am 5. April 1908 kamen die Schweizer zu ihrem ersten Sieg. In Basel schlugen sie die Fussballnationalmannschaft des Deutschen Reiches mit 5:3, es war zugleich das erste Länderspiel der Reichsdeutschen. Am 20. Mai 1909 war England zu Gast, die Schweizer verloren 0:9. Diese Begegnung sowie ein Auswärtsspiel gegen Ungarn im Jahr 1911 mit demselben Ergebnis sind bis heute die höchsten Niederlagen. Der Verband plante eine Teilnahme bei den Olympischen Spielen 1912 in Stockholm, dieses Vorhaben konnte jedoch wegen Geldmangels nicht in die Tat umgesetzt werden.
Nach Beginn des Ersten Weltkriegs war der Spielbetrieb in der Schweiz stark eingeschränkt. Über die Hälfte der Spielfelder wurden in Äcker umfunktioniert, und viele Vereine liessen ihre Aktivitäten ruhen, da die Spieler Militärdienst leisten mussten. Doch dem SFV gelang es nach und nach, die zunächst skeptischen Militärbehörden von der guten physischen Konstitution der zum Dienst eingezogenen Fussballer zu überzeugen. Der Spielbetrieb normalisierte sich ab 1916 weitgehend, auch zahlreiche Militäreinheiten führten Fussballspiele durch und trugen so zur Popularisierung des Sports bei. Es konnten auch fünf Länderspiele durchgeführt werden, zwei Heimspiele gegen Österreich sowie je ein Auswärtsspiel in Italien, Österreich und Ungarn.

### Zwischenkriegszeit (1918–1938)
Das erste Nachkriegsländerspiel wurde am 29. Februar 1920 gegen Frankreich ausgetragen. Die Partie am 27. Juni 1920 in Zürich gegen das Deutsche Reich war politisch äusserst brisant. Die FIFA hatte den Kriegsverlierer mit einem Länderspielverbot belegt, das die Schweizer aber ignorierten. Frankreich drohte der Schweiz mit einem Fussballboykott, auch aus Belgien und England gab es Proteste. Der Regionalverband der Romandie untersagte seinen Mitgliedern die Teilnahme am Spiel. Dieses fand dennoch statt und endete mit einem 4:1-Sieg der Schweizer. Bereits im August 1919 hatte der SFV beschlossen, am Fussballturnier der Olympischen Sommerspiele 1920 in Antwerpen teilzunehmen. Nur gerade eine Woche vor Turnierbeginn zog er die Anmeldung wieder zurück. Einerseits fehlte das Geld, andererseits befürchtete man angesichts des umstrittenen Deutschland-Spiels eine Spaltung des Verbandes entlang der Sprachgrenze.
17 Spieler fuhren mit dem Zug nach Paris zu den Olympischen Sommerspielen 1924. Der SFV hatte in Erwartung eines frühzeitigen Ausscheidens ein Gruppenbillett gelöst, das nur zehn Tage gültig war. In Begleitung der Spieler waren erstmals überhaupt drei eigens vom Verband engagierte Trainer, die Briten Teddy Duckworth und Jimmy Hogan sowie der Ungare Izidor Kürschner. Im einzigen Vorrundenspiel gewannen die Schweizer gegen Litauen mit 9:0 und erzielten den höchsten Sieg ihrer Geschichte. Im Achtelfinal trafen sie auf die Tschechoslowakei, das Spiel endete 1:1 nach Verlängerung. Im Wiederholungsspiel setzten sich die Schweizer mit 1:0 durch. Nachdem im Viertelfinal Italien mit 2:1 besiegt worden war, rief die Zeitung Sport zu einer Spendenaktion auf, um die zusätzlich anfallenden Kosten für Hotelübernachtungen aufbringen zu können. Im Halbfinal trafen die Schweizer auf den Turnierfavoriten Schweden und siegten unerwartet mit 2:1. Die Sensation im Finalspiel blieb aus; man verlor 0:3 gegen Uruguay, sicherte sich aber die Silbermedaille und erhielt den inoffiziellen Titel eines Europameisters.
Nach diesem Höhenflug sank das Leistungsniveau der Nationalmannschaft spürbar. Bei den Olympischen Sommerspielen 1928 in Amsterdam spielte die Schweiz nur eine einzige Partie; nach der 0:4-Niederlage gegen das Deutsche Reich schied sie bereits aus. Ebenfalls bescheiden waren die Leistungen beim Europacup der Fussball-Nationalmannschaften, dem Vorgänger der Europameisterschaft. Bei allen sechs Austragungen klassierten sich die Schweizer auf dem letzten Platz, allerdings wurde Leopold Kielholz bei der dritten Ausgabe (1933–1935) gemeinsam mit dem Ungarn György Sárosi Torschützenkönig. An der ersten Weltmeisterschaft, 1930 in Uruguay, nahm die Schweiz wie zahlreiche andere europäische Länder aus Kostengründen nicht teil.
Die Qualifikation für die Weltmeisterschaft 1934 in Italien schafften die Schweizer nur mit Glück. Die zwei Unentschieden gegen Jugoslawien und Rumänien hätten eigentlich nicht gereicht, doch die Rumänen hatten einen nicht berechtigten Spieler eingesetzt, weshalb das Unentschieden am Grünen Tisch in einen 3:0-Forfaitsieg umgewandelt wurde. Vor Beginn der Endrunde kam es zu einer Auseinandersetzung zwischen dem SFV und Servette Genf. Der Verein befürchtete längere Verletzungspausen seiner Spieler und forderte im Voraus eine finanzielle Entschädigung. Erst nach Androhung schwerer Sanktionen seitens des SFV gab Servette Genf nach und stellte eine Woche vor Beginn der Weltmeisterschaft die nominierten Spieler frei. Ihr erstes WM-Spiel unter Coach Heinrich «Henry» Müller gewannen die Schweizer mit 3:2 gegen die Niederlande und zogen in den Viertelfinal ein. Dieser ging mit 2:3 gegen den späteren Vizeweltmeister Tschechoslowakei verloren.
1931 beschloss die Delegiertenversammlung des SFV die Einführung einer Liga mit Berufsspielern. Diese erfüllte die hochgesteckten Erwartungen jedoch nicht. Zahlreiche Nationalspieler zogen lukrativere Engagements im Ausland vor, besonders in der französischen Division 1. Das Zuschauerinteresse blieb bescheiden, und das Hauptziel, eine Leistungssteigerung der Nationalmannschaft, erfüllte sich nicht. Zwischen 1934 und 1938 konnte nur jedes vierte Länderspiel gewonnen werden. Einflussreiche Funktionäre sahen im Profisport den Hauptgrund für die Missstände und idealisierten die Leistungen der Amateurzeit. 1937 wurde die Lohnobergrenze so tief angesetzt, dass die Spieler gezwungen waren, einen Beruf auszuüben. 1943 setzte der damalige SFV-Präsident Robert Zumbühl ein vollständiges Verbot des Profisports durch. Die strengen Bestimmungen sahen unter anderem eine einjährige Zwangspause bei einem Vereinswechsel vor und wurden erst zwei Jahrzehnte später etwas gelockert.

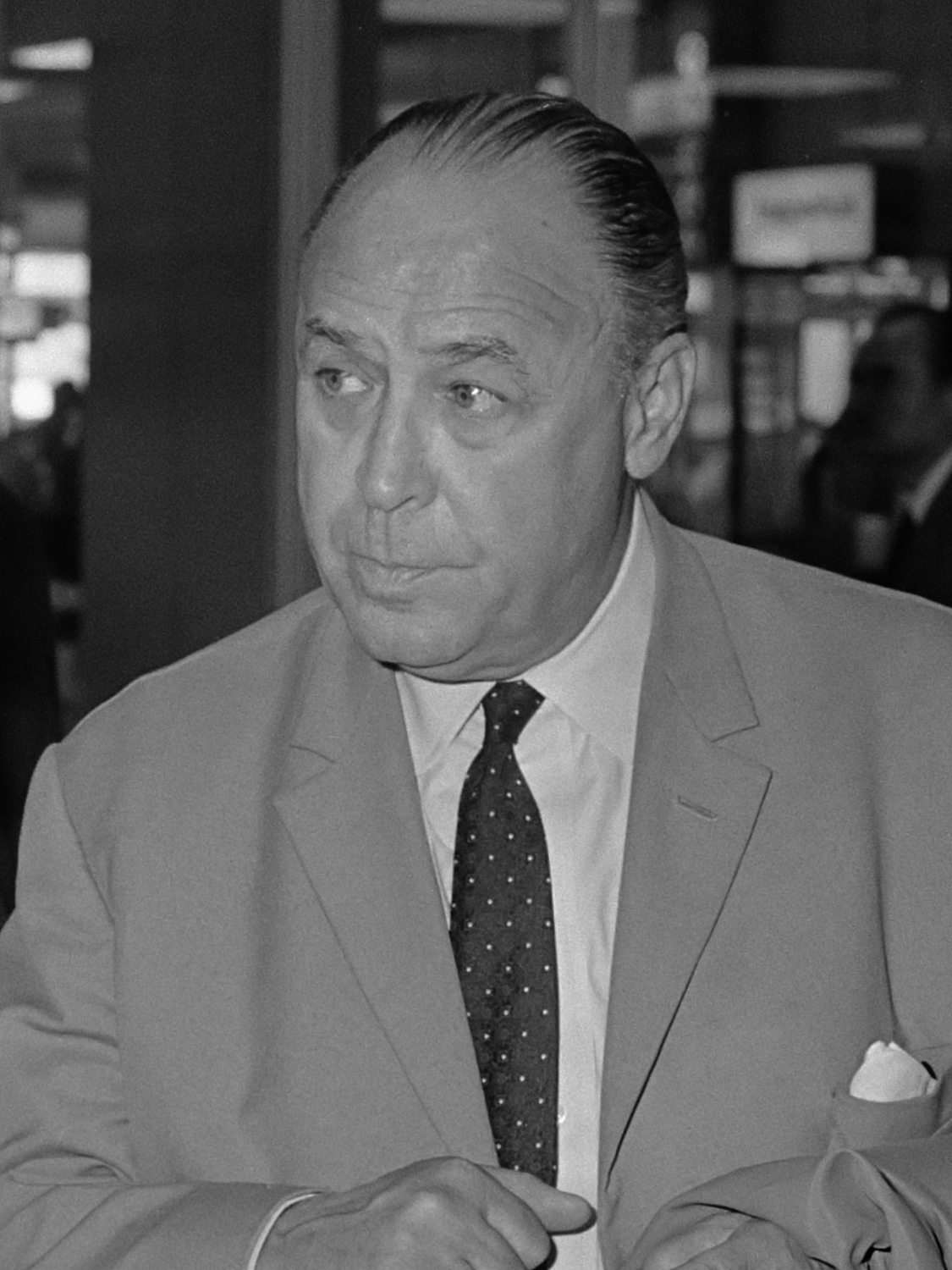
Karl Rappan: Nationaltrainer 1937–1938, 1942–1949, 1953–1954 und 1960–1963

Im September 1937 übernahm Karl Rappan das Amt des Nationaltrainers, während des nächsten Vierteljahrhunderts sollte er den Schweizer Fussball entscheidend prägen. Seine Amtszeit war auf vier Perioden verteilt (1937–1938, 1942–1949, 1952–1954, 1960–1963). Der wegen seiner NSDAP-Mitgliedschaft umstrittene Deutschösterreicher führte ein ursprünglich in Ostmitteleuropa entstandenes Abwehrkonzept ein, das unter der Bezeichnung Schweizer Riegel bekannt wurde. Dabei handelte es sich um eine Mischform aus Mann- und Raumdeckung, mit der die Schweizer Nationalmannschaft in der Lage war, auch gegen stärker eingestufte Teams zu bestehen. Später entwickelte sich daraus der italienische Catenaccio.

### Im Dienste der Geistigen Landesverteidigung (1938–1945)
Um sich für die Weltmeisterschaft 1938 in Frankreich zu qualifizieren, mussten die Schweizer in Mailand gegen Portugal antreten; das Spiel endete mit einem 2:1-Sieg. In der ersten Runde traf die Schweiz auf die Mannschaft des von den Nationalsozialisten beherrschten Deutschen Reiches. Drei Monate zuvor war der «Anschluss» Österreichs erfolgt, weshalb die Österreicher nicht mehr als eigenständige Mannschaft antreten durften. Das Spiel endete nach Verlängerung 1:1, weshalb fünf Tage später eine Wiederholung nötig war. Die Wiederholung am 9. Juni 1938 ging als eines der bedeutendsten Spiele in die Schweizer Fussballgeschichte ein. Das deutsche Team, das einem Zwangszusammenschluss der beiden WM-Halbfinalisten von 1934 Deutschland und Österreich entsprach und als Turnierfavorit galt, lag bis zur 40. Minute 2:0 in Führung, brach dann jedoch ein. Die Schweizer erzielten vier Tore hintereinander und siegten mit 4:2. Der Sieg über Deutschland galt als Sensation und wurde in der Schweiz begeistert gefeiert. Drei Tage später stand der Viertelfinal gegen Ungarn auf dem Programm, den die Schweizer aber 0:2 verloren.

Der Sieg über Deutschland

Nach dem Sieg über die Deutschen galten die Fussballer nicht mehr als Vertreter eines «unschweizerischen» Sports, sondern als Identifikationsfiguren. Zahlreiche Zeitungen verglichen sie mit den Helden der frühen Eidgenossenschaft. So schrieb beispielsweise die Gazette de Lausanne: «Die elf kleinen Schweizer […] haben gekämpft wie bei St. Jakob und haben einen Sieg errungen, von dem man noch lange sprechen wird.»
Die Schweiz, so schien es, hatte zumindest auf dem Fussballfeld das expandierende Deutsche Reich in die Schranken verwiesen. Der Fussball war nun ein Element der «Geistigen Landesverteidigung», jener Kulturpolitik, welche die demokratischen und kulturellen Grundwerte der Schweiz vor dem Einfluss der totalitären Nachbarstaaten bewahren sollte. Der Schweizer Riegel wandelte sich in der Wahrnehmung der Öffentlichkeit zu einem mythisch überhöhten Symbol des Selbstbehauptungswillens des Landes. Auch in der Literatur hat das Spiel Einzug gefunden: Otto F. Walter baute in seinem Roman Zeit des Fasans (1988) eine längere Passage über die Radioübertragung ein, der Tessiner Autor Giovanni Orelli widmete 1991 Eugène Walaschek, einem der Torschützen, ein ganzes Buch (Il sogno di Walaschek).
Während des Zweiten Weltkriegs konnte der Meisterschaftsbetrieb mit Ausnahme der Mobilisierungsphase aufrechterhalten werden. Nationalligaspieler hatten in der Regel keine Probleme, während des Aktivdienstes Urlaub für Meisterschaftsspiele zu erhalten. Insbesondere die Protektion des fussballbegeisterten Generals Henri Guisan trug dazu bei. Die Nationalmannschaft trug 16 Spiele aus, elf davon gegen die Achsenmächte und ihre Verbündeten. Die Heimspiele inszenierte man als nationale Ereignisse, an einigen war Guisan persönlich anwesend. Zwar genossen die Achsenmächte und insbesondere das Deutsche Reich in breiten Schichten der Bevölkerung keinerlei Sympathie, doch die Partien gegen deren Nationalmannschaften dienten den Politikern dazu, das Bild der absoluten Neutralität der Schweiz aufrechtzuerhalten. Am 20. April 1941, dem Geburtstag von Adolf Hitler, gewannen die Schweizer in Bern mit 2:1 gegen die Deutschen. Joseph Goebbels schrieb danach in einem Brief an Reichssportführer Hans von Tschammer und Osten, es dürfe «vor allem kein Sportaustausch gemacht werden, wenn das Ergebnis im geringsten zweifelhaft» sei.

### Vier WM-Teilnahmen in der Nachkriegszeit (1945–1966)
Am 21. Mai 1945 hiess der erste Gegner nach dem Krieg Portugal. Am 11. November 1945 empfingen die Schweizer in Zürich die Italiener und ermöglichten ihnen damit die Reintegration in den internationalen Fussball. Mit zwei Siegen gegen Luxemburg qualifizierte sich die Schweiz für die Weltmeisterschaft 1950. Für die Betreuung während der Endrunde in Brasilien verpflichtete der SFV den ehemaligen Nationalspieler Franco Andreoli. Zum ersten Mal überhaupt war die Nationalmannschaft ausserhalb Europas im Einsatz. Das erste Spiel gegen Jugoslawien verloren die Schweizer mit 0:3. Gegner im zweiten Spiel war die brasilianische Seleção. Die Partie gegen den Gastgeber und klaren Turnierfavoriten endete überraschend 2:2, fünf Minuten vor Spielende hätten die Schweizer beinahe das Siegestor erzielt. Der 2:1-Sieg gegen Mexiko reichte nicht für den Einzug in die Finalrunde.
Die Schweiz hatte 1948 die Deutschen beim Antrag auf Wiederaufnahme in die FIFA unterstützt, dieser war jedoch abgelehnt worden. Die drei darauf folgenden Städtespiele zwischen deutschen und Schweizer Vereinsmannschaften stiessen in ausländischen Medien, insbesondere in den Niederlanden, auf Kritik. Die Schweizer entgingen der von der FIFA ausgesprochenen Sperrandrohung nur, indem der SFV gegen die Organisatoren der Städtespiele Geldstrafen in Höhe von 500 Franken verhängte. Nach der Aufnahme Deutschlands und des Saarlandes in die FIFA bestanden ab 1950 keine Hindernisse mehr für die Austragung internationaler Spiele. Am 22. November 1950 trat die Schweiz in Stuttgart zum ersten Länderspiel der Deutschen nach Kriegsende an und verlor mit 0:1. Dieses Spiel steht für eine besondere sporthistorische Beziehung zwischen dem deutschen und dem schweizerischen Fussball und ist unter dem Begriff «Erster Gegner» in Deutschland bekannt. Die B-Auswahl verlor am selben Tag mit 3:5 gegen die saarländische Fussballnationalmannschaft, die bis 1956 bestand.

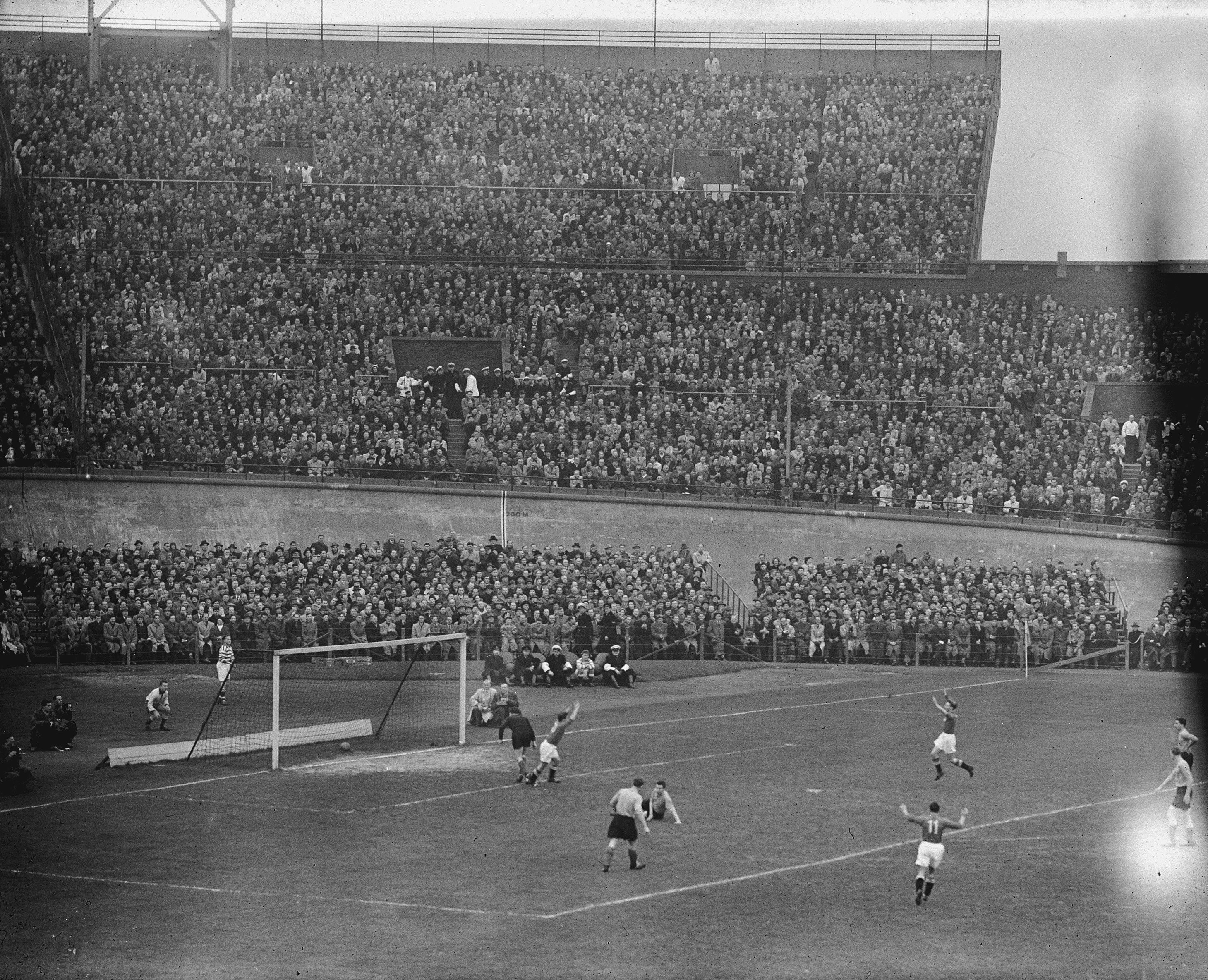
Freundschaftsspiel Niederlande–Schweiz (1:2) am 22. März 1953, Torjubel Schweiz

Dem SFV-Präsidenten und FIFA-Vizepräsidenten Ernst Thommen gelang es, die Weltmeisterschaft 1954 in die Schweiz zu holen. Um die Nationalmannschaft darauf vorzubereiten, engagierte der SFV im November 1952 ein weiteres Mal Karl Rappan. Am 25. April 1954 übertrug das Schweizer Fernsehen erstmals ein Länderspiel live, ein Vorbereitungsspiel gegen Deutschland. Im ersten WM-Spiel gegen Italien in Lausanne konnten die Schweizer einen 2:1-Sieg feiern, während das Spiel gegen England in Bern mit 0:2 verloren ging. Wegen Punktgleichheit mussten die Schweizer in Basel nochmals gegen Italien antreten und sicherten sich mit einem 4:1-Sieg die Viertelfinalteilnahme. Die Begegnung mit Österreich entwickelte sich zum torreichsten Spiel der WM-Geschichte. Die Schweizer verloren die «Hitzeschlacht von Lausanne» mit 5:7, nachdem sie eine 3:0-Führung preisgegeben hatten.
Die Jahre nach der Heimweltmeisterschaft waren von Erfolglosigkeit geprägt. Nur noch selten gelangen Siege, und mit Nationaltrainer Jacques Spagnoli verpasste man auch die Qualifikation für die Weltmeisterschaft 1958 in Schweden. Auch Spagnolis Nachfolger, der Österreicher Willibald Hahn, brachte keine Wende zum Besseren. Nach einer 0:8-Niederlage gegen Ungarn, der zweithöchsten in der Geschichte der Nati, entliess ihn der SFV im Oktober 1959 umgehend. An seine Stelle trat im März 1960 zum vierten und letzten Mal Karl Rappan. Die Nationalmannschaft erzwang nach drei Siegen und einer Niederlage in der Qualifikation zur Weltmeisterschaft 1962 ein Entscheidungsspiel gegen Vizeweltmeister Schweden. Dieses fand im November 1961 in Berlin statt und endete mit einem 2:1-Sieg. Aufgrund des Mauerbaus drei Monate zuvor hatte das Spiel im isolierten Westteil der Stadt eine besondere politische Bedeutung. An der WM-Endrunde schied die Schweiz nach drei Niederlagen gegen Gastgeber Chile (1:3), Deutschland (1:2) und Italien (0:3) frühzeitig aus.
Im Juli 1964 erhielt die Nationalmannschaft einen prominenten Trainer, den Italiener Alfredo Foni, der 1936 Olympiasieger und 1938 Weltmeister geworden war. Unter seiner Führung schafften die Schweizer die Qualifikation für die Endrunde der Weltmeisterschaft 1966 in England. Nach dem 2:1-Sieg gegen die Niederlande deutete zunächst alles auf ein Wiederholungsspiel gegen Nordirland hin. Da die Nordiren aber in ihrer letzten Partie gegen Albanien unerwartet nur ein Unentschieden erreichten, standen die Schweizer als Sieger ihrer Qualifikationsgruppe fest. An der WM selbst stiessen sie an ihre spielerischen Grenzen und konnten den Teams aus Deutschland (0:5), Spanien (1:2) und Argentinien (0:2) wenig entgegensetzen. Weitaus mehr Aufsehen als die Leistungen auf dem Fussballfeld erregte in den Medien allerdings eine nächtliche Autostopptour der Spieler Jakob Kuhn, Léo Eichmann und Werner Leimgruber in Sheffield. Foni bot sie für das Deutschland-Spiel nicht auf, und der Verband sperrte sie wegen ihres angeblich skandalösen Verhaltens für mehrere Monate. Der Fall zog weitere Kreise und gipfelte in einer Ehrverletzungsklage der betroffenen Spieler gegen die Verbandsspitze. Die Klage wurde schliesslich im April 1968 nach einem Vergleich zurückgezogen.

### «Ehrenvolle Niederlagen» (1967–1989)
1962 hatte Karl Rappan den Schweizer Fussball wie folgt analysiert: «Wenn wir unseren Spitzenfussball nicht umorganisieren – und zwar sofort – dann werden wir zwar hier und da mit Glück und gewissermassen als schweizerisches Fussball-Wunder das eine oder andere Länderspielchen gewinnen, aber à la longue werden wir international nicht mehr das Geringste zu bestellen haben.»
Rappans Einschätzung bewahrheitete sich. Dass die Nationalmannschaft und der Schweizer Fussball im Allgemeinen immer weiter hinter die Weltspitze zurückfielen, war auf mehrere Ursachen zurückzuführen. Der Schweizer Riegel galt als veraltet und kam auch auf Vereinsebene nicht mehr zur Anwendung. Entlang der Sprachgrenzen entwickelte sich stattdessen eine Art fussballerischer «Röstigraben». In der Deutschschweiz herrschte eine athletische und schnörkellose, auf Abwehr bedachte Spielweise vor, die viel Kraft und Disziplin verlangte. In der Romandie und (im geringeren Masse) im Tessin hingegen favorisierten die Vereine einen technisch versierten Stil mit offensiver Ausrichtung und vielen Kurzpässen. Während mehr als zwei Jahrzehnten gelang es nicht, diese gegensätzlichen Spielkulturen miteinander zu verbinden. Zwischen 1967 und 1989 waren nicht weniger als zehn Nationaltrainer im Amt, die ihre vorgegebenen Ziele (WM- bzw. EM-Qualifikation) jeweils verfehlten.
In den Augen vieler war der ideale Schweizer Sportler ein Amateur oder bestenfalls ein Halbprofi. Dem reinen Berufssport, verbunden mit Kommerzialisierung und hoher Medienpräsenz, begegnete man in der Regel mit grosser Skepsis. Dazu kam, dass sich die Politik damals praktisch nicht für den Sport im Allgemeinen und den Spitzensport im Besonderen einsetzte. Die Bundesversammlung hatte 1964 sogar beschlossen, zur Dämpfung der Hochkonjunktur die Errichtung von Sportanlagen kurzfristig zu verbieten. Im Fussball wurde der Profibetrieb erst ab Mitte der 1970er schrittweise eingeführt. Beim Fussballverband dauerte die Ära der Ehrenamtlichkeit und des Halbprofessionalismus noch länger. Im Juniorenbereich gibt es erst seit 1995 professionelle Trainer.
In den 1970er Jahren war «ehrenvolle Niederlage» ein häufig verwendeter Begriff. Die Nationalmannschaft verlor überproportional viele Spiele, meist aber mit nur einem Tor Unterschied. Unentschieden gegen stärkere Gegner wurden wie Siege gefeiert. Darüber hinaus besass die Nationalmannschaft bei vielen Spielern mit der Zeit einen immer geringeren Stellenwert. Erst unter Paul Wolfisberg deutete sich ein Aufschwung an. Den Schweizern gelangen in Testspielen einzelne aufsehenerregende Erfolge, so zum Beispiel 1982 ein 0:1-Auswärtssieg gegen den neuen Weltmeister Italien. Doch in den entscheidenden Qualifikationsspielen blieb der Erfolg weiterhin aus. Erst als Ende der 1980er Jahre auch der mit vielen Vorschusslorbeeren bedachte Daniel Jeandupeux nicht die erhofften Ergebnisse erzielen konnte, leitete der SFV längst überfällige Reformen bei den Verbandsstrukturen und bei der Juniorenförderung ein.

### Aufbruchstimmung und Zwischentief (1989–2001)
1989 engagierte der Verband den Deutschen Uli Stielike als Trainer. Gleich bei seinem Einstand konnte er einen beachtlichen Erfolg erzielen, einen 1:0-Sieg über Brasilien am 21. Juni 1989. Das Freundschaftsspiel am 19. Dezember 1990 in Stuttgart gegen Deutschland (0:4) war erneut historisch bedeutend, da die Deutschen nach der Wiedervereinigung erstmals Spieler aus der ehemaligen DDR einsetzten. Die Qualifikation zur Weltmeisterschaft 1990 wurde verpasst, allerdings benötigte der angestrebte Mentalitätswandel – weg von der bisher üblichen, in den Medien als «Abbruch GmbH» verspotteten Defensivtaktik hin zu mehr Offensive – noch Zeit. Für die Qualifikation zur Europameisterschaft 1992 (damals noch mit acht Mannschaften) fehlte nur ein Punkt.

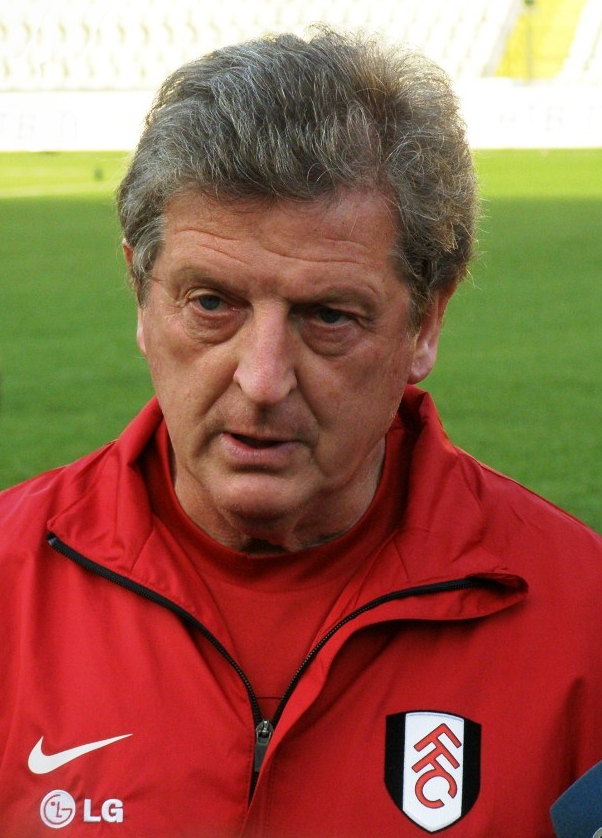
Roy Hodgson (2009)

Der Engländer Roy Hodgson führte ab 1992 Stielikes Aufbauarbeit fort. 1993 schloss der SFV mit der Grossbank Credit Suisse einen langjährigen Sponsoringvertrag, der bis heute gültig ist. Der Verband musste sich verpflichten, die Hälfte des Geldes in die Nachwuchsarbeit zu investieren, um so den langfristigen Erfolg der Nationalmannschaft zu sichern. Die Qualifikation zur Weltmeisterschaft 1994 verlief erfolgreich, die Schweizer belegten hinter Italien den zweiten Gruppenplatz, und in der FIFA-Weltrangliste belegten sie im August 1993 Platz 3. Erstmals seit 28 Jahren konnten sie wieder an einer WM-Endrunde teilnehmen. Das Eröffnungsspiel gegen den Gastgeber USA endete mit 1:1, es folgte ein 4:1-Sieg gegen Rumänien. Trotz einer 0:2-Niederlage gegen Kolumbien reichte es für die Teilnahme am Achtelfinal. Dieser ging dann ebenfalls mit 0:3 gegen Spanien verloren.
Die Schweiz beendete die Qualifikation für die Europameisterschaft 1996 als Gruppensieger. Für weltweite Schlagzeilen sorgte am 6. September 1995 eine Aktion vor dem Qualifikationsspiel gegen Schweden in Göteborg. Auf Anregung von Alain Sutter hielten die Spieler während des Abspielens der Nationalhymnen ein Transparent mit der Botschaft «Stop it Chirac» hoch. Damit protestierten sie gegen die vom französischen Staatspräsidenten Jacques Chirac angeordneten Atomtests im Mururoa-Atoll. Daraufhin verbot die UEFA jegliche politischen Kundgebungen auf Spielfeldern. Der SFV, der von der UEFA einen Verweis erhalten hatte, verzichtete auf die Bestrafung der verantwortlichen Spieler, da die Aktion in der Bevölkerung und in den Medien auf breite Zustimmung gestossen war.
Auf Hodgson, der seinen Vertrag vorzeitig beendete, folgte Artur Jorge. Von Anfang an stand der Portugiese unter Kritik. Nachdem er die als Teamstützen geltenden Spieler Adrian Knup und Alain Sutter nicht für die Europameisterschaft 1996 nominiert und seine Entscheidung mangelhaft kommuniziert hatte, führte die Boulevardzeitung Blick die längste und intensivste Negativkampagne gegen einen Nationaltrainer, die es in der Schweiz je gab («Jetzt spinnt er!»). Trotz wochenlanger Polemik startete die Mannschaft gut in die EM-Endrunde und erreichte ein 1:1 gegen Gastgeber England. Nach den Niederlagen gegen die Niederlande (0:2) und Schottland (0:1) schied sie jedoch frühzeitig aus, und Jorge erklärte umgehend seinen Rücktritt.
Die Auslosung der Qualifikationsgruppen für die Weltmeisterschaft 1998 bescherte den Schweizern scheinbar einfache Gegner. Doch das erste Spiel mit dem neuen Trainer, dem in der Schweiz geborenen Österreicher Rolf Fringer, geriet zur Blamage. Die unmotiviert wirkenden Schweizer verloren am 31. August 1996 in Baku 0:1 gegen den klaren Aussenseiter Aserbaidschan und sorgten für eine Niederlage von sporthistorischem Ausmass, die zahlreiche Beobachter zu wenig schmeichelhaften Vergleichen mit dem Länderspiel Färöer–Österreich sechs Jahre zuvor bewog. Die unerwartete Niederlage wirkte sich auf den weiteren Verlauf der WM-Qualifikation negativ aus. Gegen den späteren Qualifikationssieger Norwegen resultierte im September 1997 eine 0:5-Niederlage, die höchste seit 17 Jahren.
Auf Fringer folgte im März 1998 der Elsässer Gilbert Gress. Die Schweizer verpassten die Qualifikation für die Europameisterschaft 2000 denkbar knapp. Sie hatten zwar gleich viele Punkte wie die zweitplatzierten Dänen und auch das bessere Torverhältnis, aber die schlechtere Bilanz in den Direktbegegnungen. Im August 2000 übernahm der Argentinier Enzo Trossero die Nationalmannschaft, doch auch er schaffte das angestrebte Ziel (Qualifikation für die Weltmeisterschaft 2002) nicht. Für das Zwischentief um die Jahrtausendwende gab es zwei Gründe: Viele Leistungsträger waren nach der Europameisterschaft 1996 aus Altersgründen zurückgetreten, und das Mitte der 1990er Jahre lancierte Nachwuchskonzept hatte noch nicht genügend Talente hervorgebracht.

### Erfolge unter Jakob Kuhn (2001–2008)

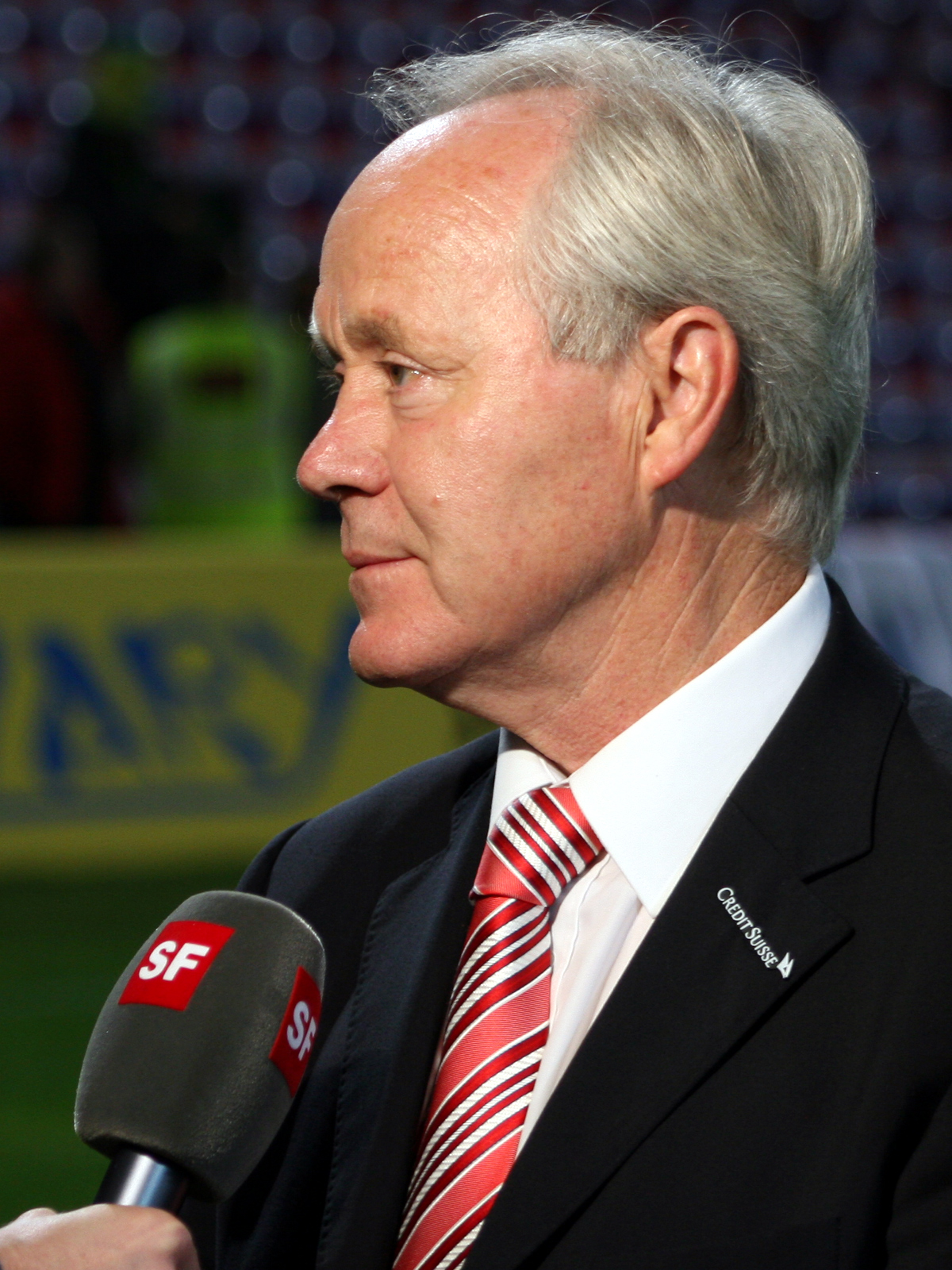
Jakob «Köbi» Kuhn (2006)

Nach Trosseros Rücktritt fiel die Wahl auf Jakob «Köbi» Kuhn. Von 1962 bis 1976 war er selber Nationalspieler gewesen und hatte vor seinem Amtsantritt im August 2001 die U-21-Nationalmannschaft betreut. Wurde Kuhn nach den ersten Spielen von den Medien noch als Fehlbesetzung bezeichnet, so war nach rund einem Jahr wieder ein deutlicher Aufwärtstrend feststellbar. Kuhn gelang es, die früher von ihm selbst betreuten Jugendspieler in die Nationalmannschaft zu integrieren und einen Generationenwechsel herbeizuführen. Die Schweizer beendeten die Qualifikation für die Europameisterschaft 2004 als Gruppensieger und liessen dabei unter anderem Russland und Irland hinter sich. In Portugal konnten sie die hohen Erwartungen aber nicht erfüllen. Nach dem 0:0 gegen Kroatien folgten zwei Niederlagen gegen England (0:3) und Frankreich (1:3). Das einzige Tor schoss der damals 18-jährige Johan Vonlanthen, der zum jüngsten Torschützen der EM-Geschichte wurde und den nur vier Tage zuvor von Wayne Rooney aufgestellten Rekord unterbot.
Die Qualifikation für die Weltmeisterschaft 2006 beendeten die Schweizer hinter Frankreich als Gruppenzweite, womit eine Barrage gegen die Türkei, den WM-Dritten von 2002, nötig wurde. Auf den 2:0-Sieg im Hinspiel in Bern folgte eine 2:4-Niederlage in Istanbul. Aufgrund der Auswärtstor-Regel war die Schweiz jedoch qualifiziert. Nach dem Schlusspfiff kam es auf dem Spielfeld und in den Kabinengängen durch türkische Spieler und Sicherheitskräfte zu Angriffen auf Schweizer Spieler. Mehrere türkische Spieler sowie der Schweizer Benjamin Huggel, der ebenfalls gewalttätig geworden war, erhielten Spielsperren, während die türkische Mannschaft drei ihrer Heimspiele der Qualifikation für die Europameisterschaft 2008 im Ausland und vor leeren Rängen austragen musste.
Bei der WM-Endrunde in Deutschland wurden die Schweizer Gruppensieger vor dem späteren Vizeweltmeister Frankreich (0:0), Südkorea (2:0) und Togo (2:0), schieden aber im Achtelfinal gegen die Ukraine mit 0:3 im Penaltyschiessen aus. Die Schweiz ist das einzige Team in der WM-Geschichte, das ohne einen einzigen Gegentreffer in der regulären Spielzeit ausschied. Gleichzeitig ist sie auch die einzige Mannschaft, die in einem Penaltyschiessen kein Tor erzielen konnte.

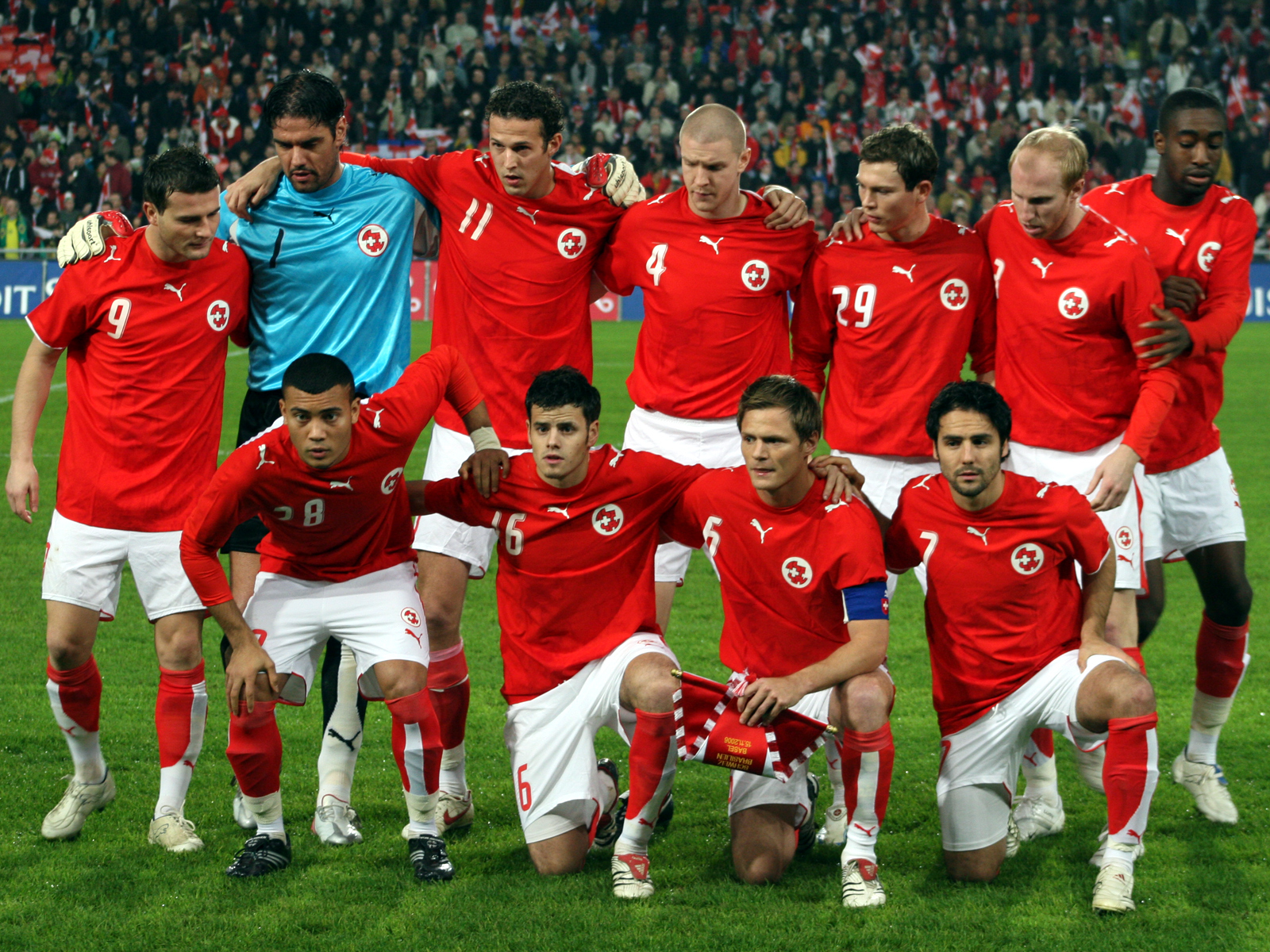
Startaufstellung beim Testspiel gegen Brasilien (15. November 2006)

In der am 14. Januar 2007 veröffentlichten FIFA-Weltrangliste lag die Mannschaft auf dem 17. Platz. Doch folgte anschliessend ein Rückfall in der Tabelle, da die Schweiz als Mitveranstalterin neben Österreich für die Europameisterschaft 2008 automatisch qualifiziert war und deshalb nur Freundschaftsspiele bestreiten konnte. An der Europameisterschaft 2008 traf die Schweiz in der Vorrunde auf Tschechien, die Türkei und Portugal. Nachdem die beiden ersten Spiele gegen Tschechien und die Türkei mit knappen Niederlagen geendet hatten, schied die Schweizer Nationalmannschaft vorzeitig aus. Im dritten Gruppenspiel gelang den Schweizern gegen Portugal – das allerdings mit einer Reservemannschaft angetreten war, um sich für den Viertelfinal zu schonen – der erste Sieg an einer EM-Endrunde. Mit diesem Spiel verabschiedete sich Trainer Jakob Kuhn von der Nationalmannschaft.

### Ära Hitzfeld (2008–2014)
Für die Nachfolge Kuhns konnte der SFV Ottmar Hitzfeld gewinnen. Der Vertrag des Deutschen lief zunächst zwei Jahre bis nach der Weltmeisterschaft 2010 in Südafrika und wurde im August 2009 um vorerst zwei Jahre verlängert. Unter Hitzfeld hatte die Nationalmannschaft einen durchwachsenen Start in die WM-Qualifikation 2010: Einem 2:2 in Tel Aviv gegen Israel folgte eine 1:2-Heimniederlage gegen Luxemburg. Danach blieb die Mannschaft achtmal in Folge unbesiegt (darunter zwei Siege gegen Griechenland, den Europameister von 2004), womit sie sich als Gruppensieger direkt für die WM-Endrunde qualifizierte. Im ersten Endrundenspiel der Weltmeisterschaft 2010 in Südafrika gelang den Schweizern mit einem 1:0 gegen Spanien ein Sieg über den Europameister von 2008 und späteren Weltmeister. Dies war im 19. Spiel gegen die spanische Nationalmannschaft der erste Sieg für die Schweiz. Allerdings schied die Nati nach einer 0:1-Niederlage gegen Chile und einem 0:0 gegen Honduras als Gruppendritter aus.
Für die Europameisterschaft 2012 qualifizierte sich die Schweizer Nationalmannschaft nicht. Nach Niederlagen gegen England und Montenegro war nur noch der zweite Gruppenrang erreichbar. Im vorletzten Qualifikationsspiel am 7. Oktober 2011 benötigten die Schweizer einen Sieg gegen Wales, um sicher in die Barrage (Relegation) einzuziehen, verloren aber mit 0:2. Wenige Stunden später bedeutete das 2:2 Montenegros gegen England das endgültige Ausscheiden. Der Heimsieg gegen Montenegro im letzten Qualifikationsspiel war nicht mehr von Bedeutung. Am 26. Mai 2012 gelang der Nati in einem Freundschaftsspiel in Basel der erste Sieg gegen Deutschland nach 56 Jahren. Im St. Jakob-Park wurden 27'381 Zuschauer Zeugen eines 5:3-Erfolges, bei dem Eren Derdiyok drei Tore erzielte.

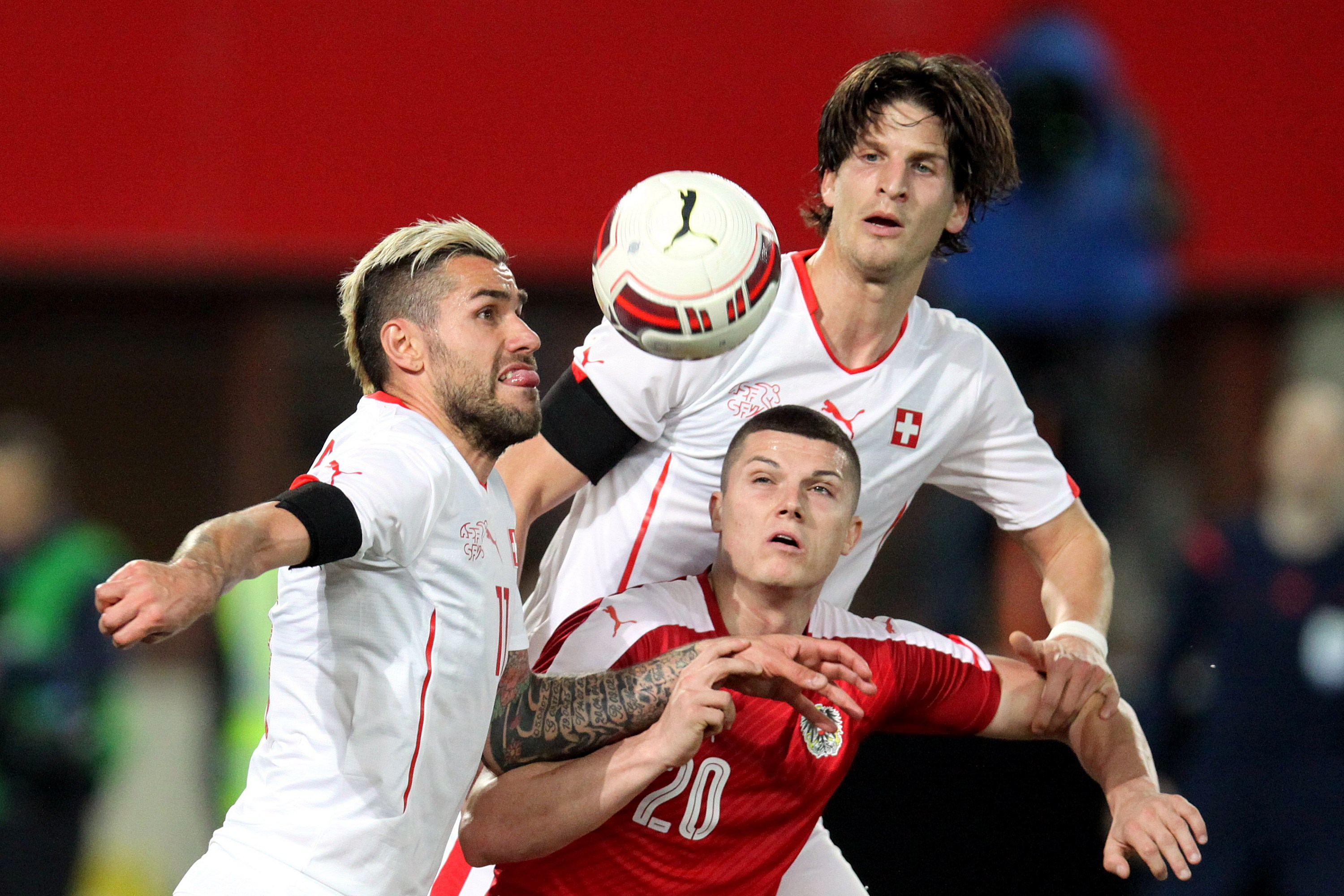
Österreich–Schweiz (1:2) am 17. November 2015: Behrami (links), Klose (h) mit Sabitzer (vorne, AUT)

In der Qualifikation für die Weltmeisterschaft 2014 trafen die Eidgenossen auf Slowenien, Albanien, Norwegen, Island und Zypern. In den ersten vier Partien bedeuteten drei Siege und ein Unentschieden die erfolgreichste Zwischenbilanz seit der Qualifikation für die EM 1996. Am 11. Oktober 2013 qualifizierte man sich mit einem 2:1-Sieg in Albanien vorzeitig für die Weltmeisterschaft 2014. Zwischenzeitlich folgte im August 2013 ein 1:0-Sieg in Basel gegen Brasilien. Die Leistungen in der WM-Qualifikation führten auch dazu, dass die Schweiz in der FIFA-Weltrangliste im Oktober 2013 bis auf den siebten Platz kletterte, wodurch sie für die WM-Gruppenauslosung erstmals in Topf 1 gesetzt war und somit in keine Gruppe mit Gastgeber Brasilien, Titelverteidiger Spanien oder Deutschland gelost werden konnte. Das Los ergab für die Schweiz als Gegner wie 2006 Frankreich, Honduras wie 2010 und erstmals Ecuador.
Hitzfeld gab am 17. Oktober 2013 bekannt, dass er seinen Vertrag nicht über die WM hinaus verlängern werde. In der Gruppenphase der WM in Brasilien gewann die Schweiz das erste Spiel gegen Ecuador durch ein Tor von Haris Seferović in der Nachspielzeit knapp mit 2:1 und verlor das zweite Spiel gegen Frankreich mit 2:5. Mit einem 3:0-Sieg gegen Honduras – alle drei Tore erzielte Xherdan Shaqiri – qualifizierte sich die Schweiz als Gruppenzweiter für die Teilnahme am Achtelfinal, in dem sie auf Argentinien traf. Die Partie endete mit 0:1 n. V., wobei der entscheidende Gegentreffer erst in der 118. Minute fiel und die Schweiz in der Nachspielzeit der Verlängerung durch Blerim Džemaili eine Ausgleichsgelegenheit hatte. Mit diesem Spiel beendete Hitzfeld seine Trainerkarriere. Sein Nachfolger wurde Vladimir Petković.

### Erfolgreichste Zeit unter Vladimir Petković (2014–2021)
Am 22. Februar 2014 wurde die Schweiz für die Qualifikation zur Qualifikation für die Europameisterschaft 2016 in eine Gruppe mit England, Slowenien, San Marino, Litauen und Estland gelost. Die ersten beiden Partien unter dem neuen Trainer Petković gegen England und Slowenien gingen verloren, wodurch die Schweiz in der Qualifikation für die EM 2016 früh unter Druck geriet. Mit zwei Siegen gegen San Marino und Litauen fand das Team wieder den Anschluss an die Tabellenspitze. Am 9. Oktober – in der zweitletzten Runde – wurde die Qualifikation sichergestellt. In die Europameisterschaft 2016 startete die Schweiz mit einem 1:0-Erfolg gegen Albanien. Im Anschluss holte man auch gegen Rumänien und Frankreich einen Punkt und landete in der Gruppe A ohne Niederlage auf Rang zwei. Im Achtelfinal hielt der Spielplan als Gegner die Auswahl Polens bereit. Ein Fallrückziehertor von Xherdan Shaqiri rettete die Eidgenossen in die Verlängerung, an deren Ende es nach wie vor 1:1 stand. So musste das Penaltyschiessen zur Entscheidungsfindung herhalten. Dabei verschoss einzig Granit Xhaka, was das Ausscheiden für die Schweiz bedeutete.
Die Schweizer Nationalmannschaft qualifizierte sich für die Endrunde der Fussball-Weltmeisterschaft 2018 in Russland. Dabei war man bis zum letzten Spieltag Tabellenführer in einer Gruppe mit Europameister Portugal, Andorra, den Färöern, Lettland und Ungarn. Jedoch verlor man das letzte Spiel gegen Portugal und setzte sich in der Barrage gegen Nordirland durch. Bei der WM traf die Schweiz in der Gruppenphase auf Brasilien, Serbien und Costa Rica. Im Auftaktspiel gegen die Brasilianer errang die Schweiz ein 1:1, und im zweiten Gruppenspiel gegen Serbien gewann die Schweiz nach einem 0:1-Rückstand durch Tore von Granit Xhaka und Xherdan Shaqiri mit 2:1. Für Aufsehen sorgte hierbei der Torjubel der beiden, als sie den albanischen Doppelkopfadler imitierten. Die Schweiz qualifizierte sich nach einem 2:2 gegen Costa Rica für den Achtelfinal, in dem sie gegen Schweden ausschied.
In der folgenden UEFA-Nationenliga spielte die Schweiz in der Liga A in einer Gruppe mit Island und dem WM-Dritten Belgien. Durch einen 5:2-Sieg im letzten Spiel gegen Belgien errang die Schweiz den Gruppensieg und qualifizierte sich für die Endrunde, wo die Eidgenossen auf Portugal trafen und mit 1:3 verloren. In der Qualifikation für die Europameisterschaft 2021 (zunächst geplant für 2020) spielte die Schweizer Nationalmannschaft gegen Georgien, Dänemark, Irland und Gibraltar und holte den Gruppensieg. Nach einem Remis (1:1) gegen Wales, einer Niederlage (0:3) gegen Italien und einem Sieg (3:1) gegen die Türkei qualifizierte sich die Schweiz für den Achtelfinal. In diesem ging es gegen den amtierenden Weltmeister Frankreich, der mit 5:4 im Penaltyschiessen besiegt wurde. Spanien schlug dann aber die Nati in einem erneuten Penaltyschiessen, woraufhin diese aus dem Turnier ausschied.
Vor und besonders nach dem verloren gegangenen Gruppenspiel gegen Italien wurde in den Medien diskutiert, mit welchem Anspruch und Selbstbild das Schweizer Nationalteam zur EM gefahren sei. Erwähnt wurde beispielsweise, dass einige Spieler mit teuren Sportwagen zum Trainingslager nach Bad Ragaz gefahren seien. Trainer Petković habe den Spielern aufgetragen, am Wochenende zu Hause zu bleiben, stattdessen wurden Tätowierstudios und Restaurants besucht, einige Spieler liessen vor der verloren gegangenen Partie gegen Italien gar einen Friseur einfliegen. Auch Schweizer Landesmedien wie das SRF merkten an, dass die Nati «wieder selbstverschuldet auf Nebenschauplätzen Energie verliere». Im Anschluss an das Turnier bat Petković um eine Vertragsauflösung, um bei Girondins Bordeaux zu unterschreiben. Verband und Nationalcoach trennten sich im Guten, die Trennung vom erfolgreichsten Trainer der Nati kam für die Verantwortlichen überraschend.

### Gegenwart (seit 2021)
Nachdem bereits Lucien Favre, Urs Fischer und Martin Schmidt abgesagt hatten, wurde mit Murat Yakin, selbst ehemaliger Nationalspieler, im August 2021 ein Nachfolger für das Traineramt gefunden. Unter seiner Leitung wurde die „Nati“ in der WM-Qualifikation, die bereits vor der EM 2021 angefangen hatte, Gruppensieger und blieb dabei in beiden Spielen gegen Italien, welche in der Zwischenzeit Europameister geworden war, mit zwei Unentschieden ungeschlagen. Die anderen Gruppengegner der Schweizer waren Bulgarien, Litauen sowie Nordirland. Im Hinspiel in Belfast gab es ein Unentschieden, ansonsten gewann die Schweiz alle Spiele. Vor der WM mit dem umstrittenen Wüstenstaat Katar als Gastgeber gab es die UEFA Nations League, wo die Schweizer Nati in einer Gruppe in der Liga A auf Tschechien, Portugal und Spanien traf. Dabei gab es zunächst drei Niederlagen, doch die restlichen drei Partien konnten allesamt gewonnen werden. Bei der Weltmeisterschaft traf die Schweiz in der Gruppenphase auf Kamerun, auf Brasilien sowie auf Serbien. Die „Seleção“ und die Serben waren hierbei schon bei der WM 2018 in Russland Gruppengegner gewesen. Zum Auftakt gab es ein 1:0-Sieg gegen die Kameruner, im zweiten Spiel gegen Gruppenfavorit Brasilien folgte eine 0:1-Niederlage. Somit kam es nun zum entscheidenden Spiel gegen die Serben, welches aufgrund der albanischstämmigen Spieler der Nati brisant war. Der im heutigen Kosovo geborene Xherdan Shaqiri brachte die Schweiz in der 20. Minute in Führung, doch in der Folge konnten die Serben die Partie drehen. Allerdings glich Breel Embolo noch vor der Pause für die Eidgenossen aus und nach dem Seitenwechsel erzielte Remo Freuler den 3:2-Siegtreffer für die Schweiz, die als Gruppenzweiter ins Achtelfinale einzogen. Dort verlor sie mit 1:6 gegen Portugal und schied somit aus dem Turnier aus.
In der Qualifikation für die Europameisterschaft 2024 in Deutschland traf die Schweiz auf Belarus, Israel, Andorra, Rumänien und dem Kosovo. Die Schweizer Nati startete hierbei mit drei Siegen aus drei Spielen, doch in der Folgezeit gab es lediglich ein Sieg. Trotz fünf Unentschieden und einer Niederlage aus den restlichen Spielen qualifizierte sich die Schweiz für die EM-Endrunde in der Bundesrepublik und traf dort in der Gruppenphase auf Ungarn, Schottland und auf den Gastgeber. Mit einem Sieg gegen die Magyaren sowie zwei Unentschieden gegen die Schotten und gegen die Deutschen qualifizierte die Schweiz sich für das Achtelfinale und warf dort Titelverteidiger Italien raus. Im Viertelfinale schied die Nati gegen England aus. Hierbei war die Schweiz in der 75. Minute durch Breel Embolo in Führung gegangen, doch fünf Minuten später mussten sie den 1:1-Ausgleichstreffer durch Bukayo Saka hinnehmen, wodurch es in die Verlängerung ging und auch dort wollte die Entscheidung nicht fallen, weshalb die Partie in das Elfmeterschießen ging. Dort verschoss Manuel Akanji, weshalb für die Schweizer das Turnier beendet war.

## Spielkleidung
Seit dem ersten Länderspiel im Jahr 1905 ist die Spielkleidung der Schweizer Nationalspieler mehr oder weniger unverändert geblieben. Sie besteht bei Heimspielen aus rotem Trikot, weissen Hosen und roten Stutzen. Der rote Farbton entspricht in der Regel jenem der Flagge der Schweiz. Bei Auswärtsspielen ist die Farbzusammensetzung umgekehrt. Gelegentlich spielt die Mannschaft ganz in Rot oder Weiss. Während eines Dreivierteljahrhunderts war auf dem Trikot über der linken Brust ein markantes weisses Schweizerkreuz angebracht (beim Auswärtstrikot in einem kreisrunden roten Feld). Über die Jahre hinweg verringerte sich die Grösse des Kreuzes um etwa einen Drittel. Zu Beginn der 1980er Jahre wurde das Kreuz durch das Logo des Fussballverbandes ersetzt. In diesem ist das Kreuz nur noch ansatzweise zu erkennen. Nachdem der Fussballverband sich bis in die frühen 1960er Jahre selber um das Fussball-Trikot gekümmert hatte, hatte die Schweiz innert fünfzehn Jahren drei verschiedene Ausrüster wie Le Coq Sportif, Bukta oder Tusa. Danach wurde Adidas der Ausrüster der Schweiz. Doch Adidas kündigte 1989 weil der Trainer Uli Stielike Blacky, ein Schweizer Sportbekleidungsunternehmen in Spanien, vertrat. Und so wurde dann Blacky der Ausrüster der Schweiz. Damals war Christian Gross, der später Trainer beim FC Basel werden sollte, für das Marketing von Blacky zuständig. 1992 wurde dann Lotto Schweizer Ausrüster. Das blieb er bis 1998, als er dem Verband vorhielt, dass die Spieler auch mit Fussballschuhen der Konkurrenz spielten. Der Fussballverband wiederum beschuldigte Lotto, dass das gelieferte Material den Anforderungen nicht genügte. Seit dann ist der offizielle Teamausrüster Puma. Bei einem Freundschaftsspiel gegen Dänemark am 4. September 1999 spielte die Schweiz in blauen, am 11. Oktober 2006 gegen Österreich in goldfarbenen Trikots. Immer öfter werden die Trikots vom Ausrüster und dem Verband aufwendig mit vielen Details designt. Zur Fussball-EM 2021 wurden neue Auswärtstrikots designt, die vier rechtwinklige Streifen in unterschiedlichen Farben zeigen. Die Streifen bestehen aus Schweizer Kreuzen, diese sollen für die vier Amtssprachen der Schweiz stehen.

## Turnierteilnahmen
Die Schweizer Nationalmannschaft gewann bisher noch keinen Titel. Der bedeutendste Erfolg ist der Gewinn der Silbermedaille bei den Olympischen Sommerspielen 1924 in Paris, als man erst im Final gegen Uruguay verlor. Das beste Ergebnis an Weltmeisterschaften ist das dreimalige Erreichen des Viertelfinals (1934, 1938, 1954). Bei den ersten drei Teilnahmen an Europameisterschafts-Endrunden (1996, 2004, 2008) schied die Schweiz bereits nach den Gruppenspielen aus, bei der EM 2016 in Frankreich erreichte das Team erstmals den Achtelfinal, und bei der EM 2021 erreichte die Schweiz zum ersten Mal den Viertelfinal, in welchem sie im Penaltyschiessen gegen Spanien verlor.
In jüngster Zeit machten vor allem die Junioren mit hervorragenden Leistungen auf sich aufmerksam. Die U-17-Nationalmannschaft wurde 2002 Europameister und 2009 Weltmeister. Darüber hinaus schafften die Schweizer an der U-21-EM 2002, der U-19-EM 2004 und der U-17-EM 2009 jeweils die Qualifikation für den Halbfinal und bei der U-21-EM 2011 für den Final. Ausserdem qualifizierte sich die Schweizer U-20 für die Junioren-WM 2005.
| Jahr | Gastgeber   | Ergebnis     | S | U | N | Tore  | Artikel |
| ---- | ----------- | ------------ | - | - | - | ----- | ------- |
| 1934 | Italien     | Viertelfinal | 1 | 0 | 1 | 5:5   | Artikel |
| 1938 | Frankreich  | Viertelfinal | 1 | 1 | 1 | 5:5   | Artikel |
| 1950 | Brasilien   | Vorrunde     | 1 | 1 | 1 | 4:6   | Artikel |
| 1954 | Schweiz     | Viertelfinal | 2 | 0 | 2 | 11:11 | Artikel |
| 1962 | Chile       | Vorrunde     | 0 | 0 | 3 | 2:8   | Artikel |
| 1966 | England     | Vorrunde     | 0 | 0 | 3 | 1:9   | Artikel |
| 1994 | USA         | Achtelfinal  | 1 | 1 | 2 | 5:7   | Artikel |
| 2006 | Deutschland | Achtelfinal  | 2 | 2 | 0 | 4:0   | Artikel |
| 2010 | Südafrika   | Vorrunde     | 1 | 1 | 1 | 1:1   | Artikel |
| 2014 | Brasilien   | Achtelfinal  | 2 | 0 | 2 | 7:7   | Artikel |
| 2018 | Russland    | Achtelfinal  | 1 | 2 | 1 | 5:5   | Artikel |
| 2022 | Katar       | Achtelfinal  | 2 | 0 | 2 | 5:9   | Artikel |

| Jahr | Gastgeber              | Ergebnis     | S | U | N | Tore | Artikel |
| ---- | ---------------------- | ------------ | - | - | - | ---- | ------- |
| 1996 | England                | Vorrunde     | 0 | 1 | 2 | 1:4  | Artikel |
| 2004 | Portugal               | Vorrunde     | 0 | 1 | 2 | 1:6  | Artikel |
| 2008 | Schweiz und Österreich | Vorrunde     | 1 | 0 | 2 | 3:3  | Artikel |
| 2016 | Frankreich             | Achtelfinal  | 1 | 3 | 0 | 3:2  | Artikel |
| 2021 | Europa                 | Viertelfinal | 1 | 3 | 1 | 8:9  | Artikel |
| 2024 | Deutschland            | Viertelfinal | 2 | 3 | 0 | 8:4  | Artikel |

| Jahr      | Ergebnis | S | U | N | Tore  | Artikel |
| --------- | -------- | - | - | - | ----- | ------- |
| 1927–1930 | Platz 5  | 0 | 0 | 8 | 11:28 | –       |
| 1931–1932 | Platz 5  | 2 | 1 | 5 | 16:30 | –       |
| 1933–1935 | Platz 5  | 1 | 1 | 6 | 13:24 | –       |
| 1936–1938 | *        | 1 | 1 | 6 | 16:25 | –       |
| 1948–1953 | Platz 5  | 0 | 3 | 5 | 12:25 | –       |
| 1955–1960 | Platz 6  | 0 | 2 | 8 | 10:37 | –       |

* Aufgrund des Anschlusses Österreichs an das Deutsche Reich wurde der Wettbewerb vorzeitig abgebrochen.
| Jahr  | Ort       | Ergebnis                 | S | U | N | Tore | Artikel |
| ----- | --------- | ------------------------ | - | - | - | ---- | ------- |
| 1924  | Paris     | Platz 2 (Silbermedaille) | 4 | 1 | 1 | 16:6 | Artikel |
| 1928  | Amsterdam | Vorrunde                 | 0 | 0 | 1 | 0:4  | Artikel |
| 2012* | London    | Vorrunde                 | 0 | 1 | 2 | 2:4  | Artikel |

* Qualifikation der U21-Nationalmannschaft

## Spieler und Trainer

### Rekordhalter
Bei der Ermittlung des Rekordnationalspielers und des Rekordtorschützen ist zu berücksichtigen, dass in den Anfangsjahren des Fussballs jährlich weitaus weniger Länderspiele absolviert wurden als heutzutage. Rudolf Ramseier war der Erste, der die Grenze von 50 Länderspielen überschritt; zwischen 1920 und 1931 kam er 59 Mal zum Einsatz. Wenig später wurde er von Max «Xam» Abegglen übertroffen (68 Spiele zwischen 1922 und 1937). Der von Severino Minelli aufgestellte Rekord (80 Spiele zwischen 1930 und 1943) galt lange Zeit als unerreichbar und wurde erst vier Jahrzehnte später von Heinz Hermann gebrochen (118 Spiele).
Seit dem 15. November 2023 ist Granit Xhaka Rekordspieler der Schweizer Fussballnationalmannschaft der Männer. Das EM-Qualifikationsspiel gegen Israel (1:1) im ungarischen Felcsút war sein 119. Länderspiel-Einsatz.
Die Abegglen-Brüder waren die besten Torschützen der ersten Hälfte des 20. Jahrhunderts. Max Abegglen erzielte 32 Tore in 68 Spielen, sein Bruder André 30 Tore in 52 Spielen. Auch bei diesem Rekord dauerte es mehrere Jahrzehnte, bis er gebrochen wurde. Kubilay Türkyılmaz traf in 60 Spielen 34 Mal und war damit ab 2001 der Rekordhalter. Alex Frei übertraf diese Marke am 30. Mai 2008 und ist mit 42 Toren der bislang beste Torschütze in der Geschichte der Nationalmannschaft.
Anlässlich des WM-Qualifikationsspieles gegen Luxemburg am 10. Oktober 2009 erzielte Benjamin Huggel das 1000. Tor der Schweizer Fussballnationalmannschaft der Männer.
| Spiele | Spieler              | Zeitraum  | Tore |
| ------ | -------------------- | --------- | ---- |
| 135    | Granit Xhaka         | seit 2011 | 14   |
| 127    | Ricardo Rodríguez    | seit 2011 | 09   |
| 125    | Xherdan Shaqiri      | 2010–2024 | 32   |
| 118    | Heinz Hermann        | 1978–1991 | 15   |
| 112    | Alain Geiger         | 1980–1996 | 02   |
| 108    | Stephan Lichtsteiner | 2006–2019 | 08   |
| 103    | Stéphane Chapuisat   | 1989–2004 | 21   |
| 094    | Johann Vogel         | 1995–2007 | 02   |
| 094    | Yann Sommer          | 2012–2024 | 0    |
| 093    | Haris Seferović      | 2013–2023 | 25   |
| 089    | Gökhan Inler         | 2006–2015 | 07   |
| 087    | Hakan Yakin          | 2000–2011 | 20   |
| 086    | Fabian Schär         | 2013–2024 | 08   |
| 084    | Alexander Frei       | 2001–2011 | 42   |
| 083    | Valon Behrami        | 2005–2018 | 02   |
| 081    | Patrick Müller       | 1998–2008 | 03   |
| 080    | Andy Egli            | 1979–1994 | 08   |
| 080    | Severino Minelli     | 1930–1943 | 0    |

| Tore | Spieler                   | Zeitraum  | Spiele |
| ---- | ------------------------- | --------- | ------ |
| 42   | Alexander Frei            | 2001–2011 | 084    |
| 34   | Kubilay «Kubi» Türkyılmaz | 1988–2001 | 062    |
| 34   | Max «Xam» Abegglen        | 1922–1937 | 068    |
| 32   | Xherdan Shaqiri           | 2010–2024 | 125    |
| 29   | André «Trello» Abegglen   | 1927–1943 | 052    |
| 29   | Jacques Fatton            | 1946–1955 | 053    |
| 25   | Adrian Knup               | 1989–1996 | 048    |
| 25   | Haris Seferović           | 2013–2023 | 093    |
| 23   | Josef «Seppe» Hügi        | 1951–1961 | 034    |
| 22   | Charles «Kiki» Antenen    | 1948–1962 | 056    |
| 21   | Lauro «Lajo» Amadò        | 1935–1948 | 054    |
| 21   | Stéphane Chapuisat        | 1989–2004 | 103    |

Stand: 25. März 2025

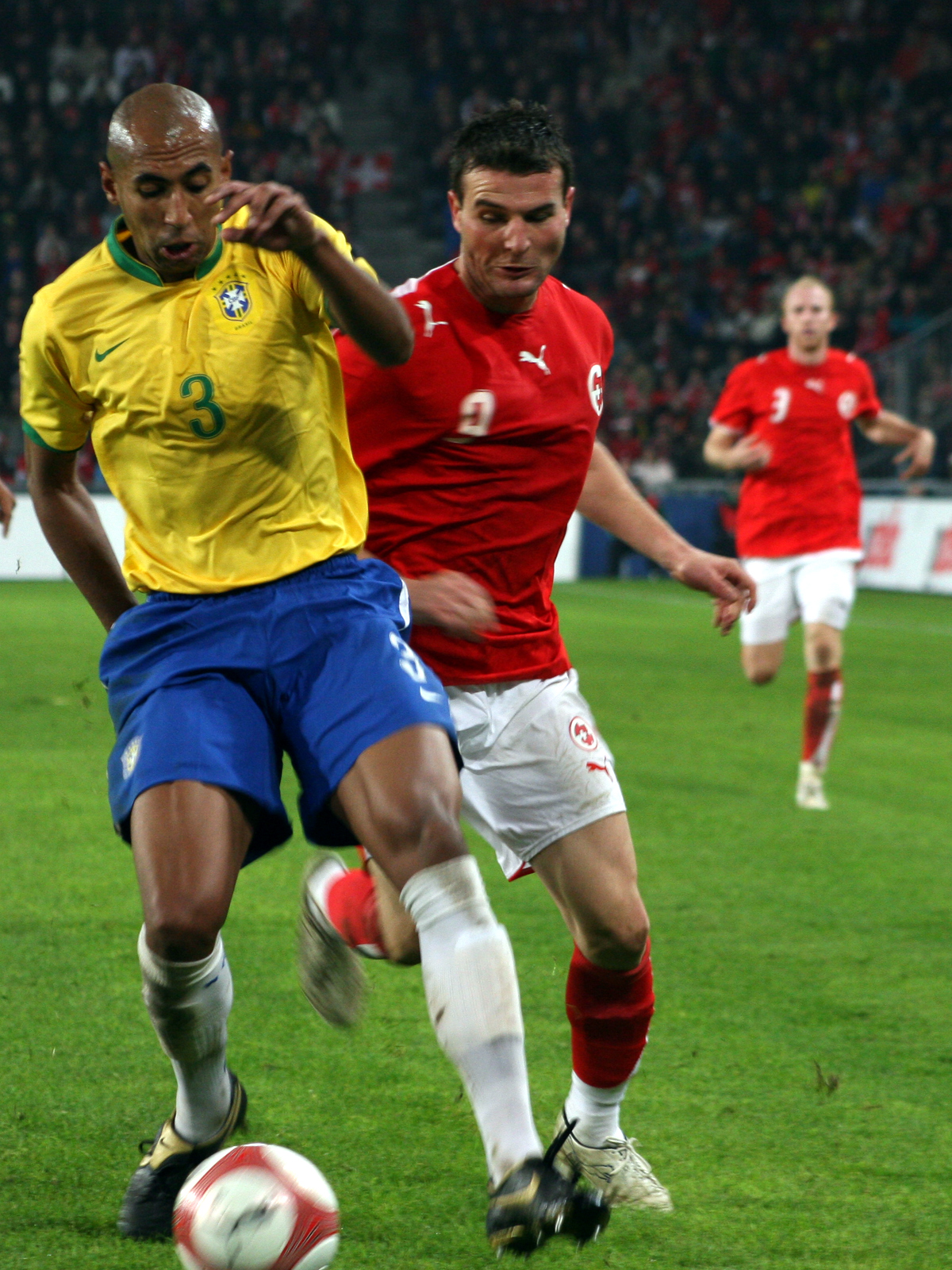
Alex Frei (rechts)

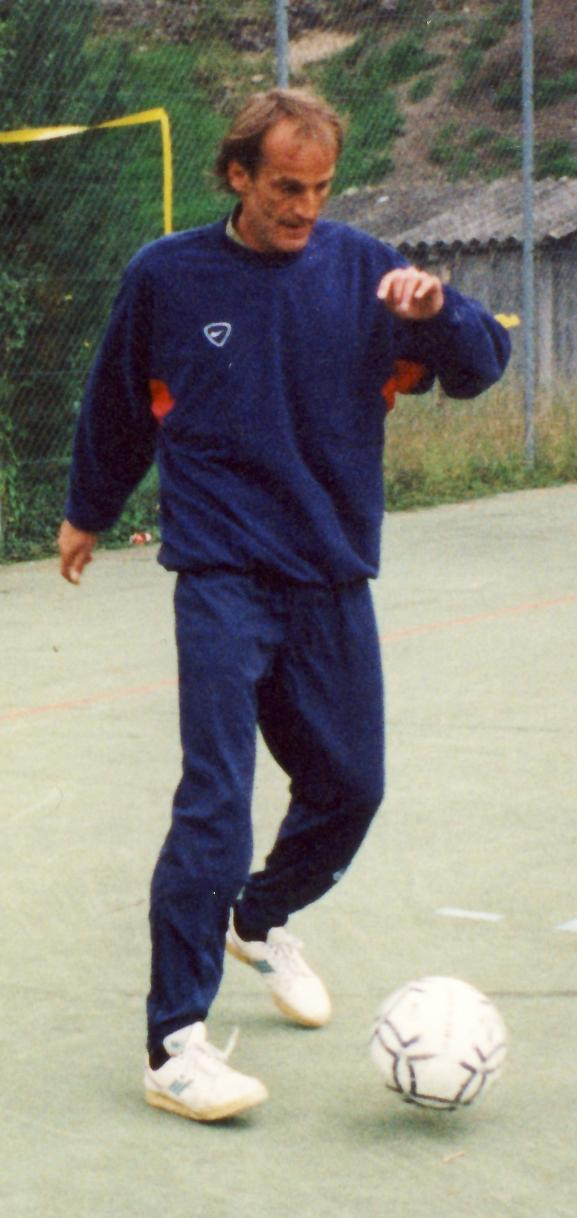
Heinz Hermann

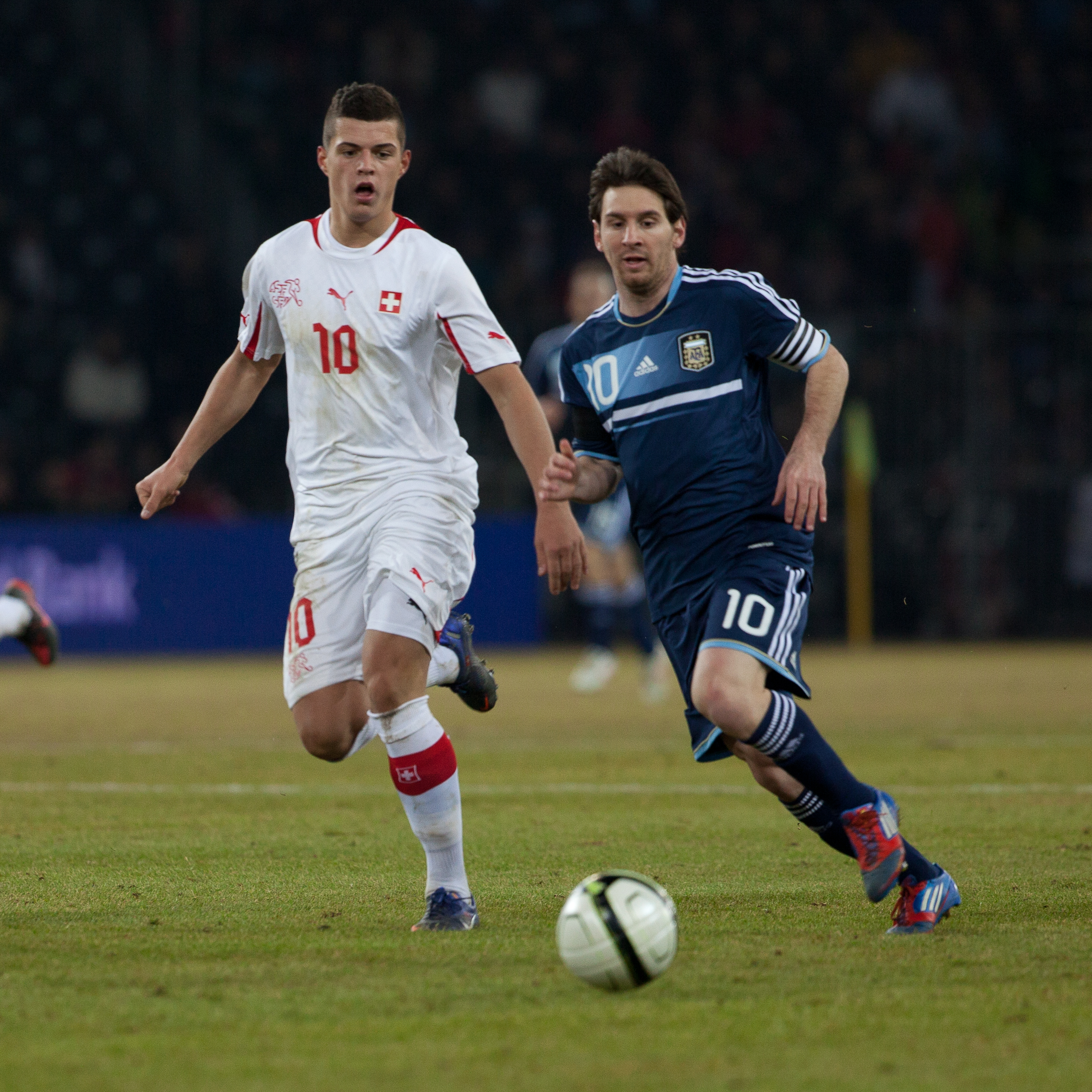
Granit Xhaka (links)

Anmerkung: Eine vollständige Liste der Rekordnationalspieler mit 40 oder mehr Länderspielen sowie der Rekordnationalschützen mit 10 oder mehr Länderspieltoren ist hier bzw. hier zu finden.

### Aktuelle Nationalspieler
Die folgenden Spieler bilden das Kader für die Länderspiele im März 2025.
- Stand der Leistungsdaten: 25. März 2025 (nach dem Länderspiel gegen Luxemburg)

| Name              | Geburtsdatum       | Spiele | Tore | Verein               | Debüt |     |
| Tor               | Tor                | Tor    | Tor  | Tor                  | Tor   | Tor |
| ----------------- | ------------------ | ------ | ---- | -------------------- | ----- | --- |
| Gregor Kobel      | 6. Dezember 1997   | 011    | 0    | Borussia Dortmund    | 2021  |     |
| Pascal Loretz     | 1. Juni 2003       | 0      | 0    | FC Luzern            |       |     |
| Yvon Mvogo        | 6. Juni 1994       | 011    | 0    | FC Lorient           | 2018  |     |
| Abwehr            |                    |        |      |                      |       |     |
| Aurèle Amenda     | 31. Juli 2003      | 002    | 0    | Eintracht Frankfurt  | 2024  |     |
| Lucas Blondel     | 14. September 1996 | 002    | 0    | Boca Juniors         | 2025  |     |
| Eray Cömert       | 4. Februar 1998    | 018    | 0    | Real Valladolid      | 2019  |     |
| Stefan Gartenmann | 2. Februar 1997    | 002    | 0    | Ferencváros Budapest | 2025  |     |
| Albian Hajdari    | 18. Mai 2003       | 001    | 0    | FC Lugano            | 2025  |     |
| Miro Muheim       | 24. März 1998      | 002    | 01   | Hamburger SV         | 2024  |     |
| Ricardo Rodríguez | 25. August 1992    | 127    | 09   | Betis Sevilla        | 2011  |     |
| Isaac Schmidt     | 7. Dezember 1999   | 002    | 0    | Leeds United         | 2025  |     |
| Cédric Zesiger    | 24. Juni 1998      | 05     | 0    | FC Augsburg          | 2021  |     |
| Mittelfeld        |                    |        |      |                      |       |     |
| Michel Aebischer  | 6. Januar 1997     | 031    | 01   | FC Bologna           | 2019  |     |
| Remo Freuler      | 15. April 1992     | 078    | 10   | FC Bologna           | 2017  |     |
| Joël Monteiro     | 5. August 1999     | 005    | 01   | BSC Young Boys       | 2024  |     |
| Fabian Rieder     | 16. Februar 2002   | 018    | 0    | VfB Stuttgart        | 2022  |     |
| Alvyn Sanches     | 12. Februar 2003   | 001    | 0    | FC Lausanne-Sport    | 2025  |     |
| Vincent Sierro    | 8. Oktober 1995    | 012    | 01   | FC Toulouse          | 2024  |     |
| Simon Sohm        | 11. April 2001     | 02     | 0    | Parma Calcio         | 2020  |     |
| Djibril Sow       | 6. Februar 1997    | 043    | 0    | FC Sevilla           | 2018  |     |
| Denis Zakaria     | 20. November 1996  | 059    | 03   | AS Monaco            | 2016  |     |
| Sturm             |                    |        |      |                      |       |     |
| Zeki Amdouni      | 4. Dezember 2000   | 025    | 10   | Benfica Lissabon     | 2023  |     |
| Breel Embolo      | 14. Februar 1997   | 075    | 16   | AS Monaco            | 2015  |     |
| Dan Ndoye         | 25. Oktober 2000   | 020    | 01   | FC Bologna           | 2022  |     |
| Rubén Vargas      | 5. August 1998     | 052    | 09   | FC Sevilla           | 2019  |     |
| Andi Zeqiri       | 22. Juni 1999      | 016    | 01   | Standard Lüttich     | 2021  |     |

### ErweitertesKader
Die folgenden Spieler wurden im Jahr 2024 für die Nationalmannschaft nominiert, standen aber zuletzt, zum Teil aufgrund von Verletzungen, nicht im Kader.
- Stand: 18. November 2024

| Name                | Geburtsdatum       | Spiele | Tore | Verein                   | Debüt |     |
| Tor                 | Tor                | Tor    | Tor  | Tor                      | Tor   | Tor |
| ------------------- | ------------------ | ------ | ---- | ------------------------ | ----- | --- |
| Marvin Keller       | 3. Juli 2002       | 0      | 0    | FC Winterthur            |       |     |
| Philipp Köhn        | 2. April 1998      | 0      | 0    | AS Monaco                |       |     |
| Abwehr              |                    |        |      |                          |       |     |
| Manuel Akanji       | 19. Juli 1995      | 069    | 03   | Manchester City          | 2017  |     |
| Nico Elvedi         | 30. September 1996 | 056    | 02   | Borussia Mönchengladbach | 2016  |     |
| Ulisses Garcia      | 11. Januar 1996    | 010    | 0    | Olympique Marseille      | 2021  |     |
| Kevin Mbabu         | 19. April 1995     | 025    | 0    | FC Midtjylland           | 2018  |     |
| Silvan Widmer       | 5. März 1993       | 049    | 04   | 1. FSV Mainz 05          | 2014  |     |
| Gregory Wüthrich    | 4. Dezember 1994   | 02     | 0    | SK Sturm Graz            | 2024  |     |
| Mittelfeld          |                    |        |      |                          |       |     |
| Edimilson Fernandes | 15. April 1996     | 034    | 02   | Stade Brest              | 2016  |     |
| Ardon Jashari       | 30. Juli 2002      | 002    | 0    | FC Brügge                | 2022  |     |
| Dereck Kutesa       | 6. Dezember 1997   | 03     | 0    | Servette FC              | 2024f |     |
| Filip Ugrinić       | 5. Januar 1999     | 04     | 0    | BSC Young Boys           | 2023  |     |
| Christian Witzig    | 9. Januar 2001     | 01     | 0    | FC St. Gallen            | 2024  |     |
| Granit Xhaka        | 27. September 1992 | 135    | 14   | Bayer 04 Leverkusen      | 2011  |     |
| Sturm               |                    |        |      |                          |       |     |
| Kwadwo Duah         | 24. Februar 1997   | 006    | 01   | Ludogorez Rasgrad        | 2024  |     |
| Noah Okafor         | 24. Mai 2000       | 024    | 02   | AC Mailand               | 2019  |     |
| Renato Steffen      | 3. November 1991   | 040    | 04   | FC Lugano                | 2015  |     |
| Steven Zuber        | 17. August 1991    | 056    | 11   | AEK Athen                | 2017  |     |

### Liste der Nationalspieler

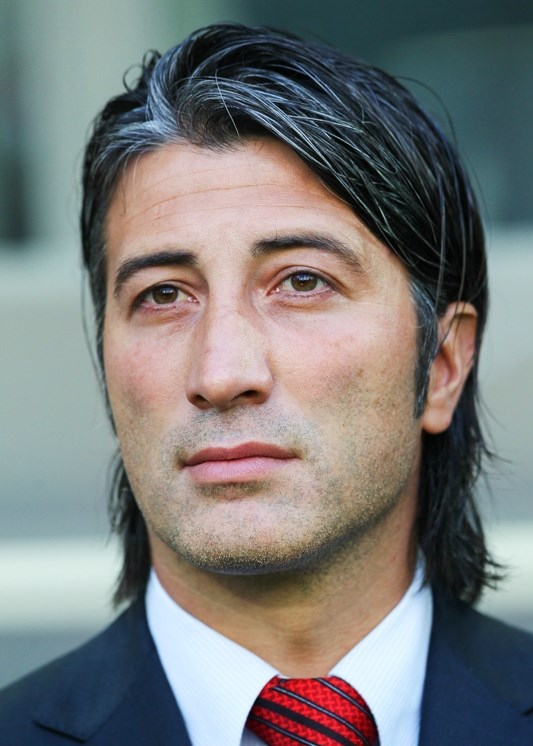
Murat Yakin (Nationaltrainer seit August 2021)

Eine vollständige Aufstellung sämtlicher Nationalspieler seit 1905 sowie von Schweizern, die für andere Nationalmannschaften spielten, ist unter Liste der Schweizer Fussballnationalspieler zu finden.

### Trainer
Der Nationaltrainer wird vom Zentralvorstand des SFV bestimmt. Er betreut mit seinen Assistenten die Nationalmannschaft und kann selbständig über Nominationen von Spielern entscheiden. Aktueller Nationaltrainer ist seit August 2021 Murat Yakin.
Einen Überblick über alle Trainer der Nationalmannschaft gibt es unter Fussballnationaltrainer (Schweiz).

## Länderspielbilanz
Die nachfolgende Tabelle zeigt jene Nationalmannschaften, gegen die die Schweiz mindestens fünfmal angetreten ist. Insgesamt hat die Schweizer Nationalmannschaft 870 Länderspiele bestritten und dabei gegen 92 verschiedene Mannschaften gespielt. Sie gewann 308 Spiele, erreichte 198 Unentschieden und verlor 364 Spiele.
Stand: 11. Juni 2025 (nach dem Spiel gegen die USA)
| Land             | Spiele | S  | U  | N  | Tore   |
| ---------------- | ------ | -- | -- | -- | ------ |
| Italien          | 62     | 09 | 24 | 29 | 70:111 |
| Deutschland      | 54     | 09 | 09 | 36 | 70:143 |
| Ungarn           | 47     | 12 | 05 | 30 | 69:132 |
| Österreich       | 43     | 12 | 06 | 25 | 61:106 |
| Frankreich       | 39     | 12 | 11 | 16 | 61:068 |
| Niederlande      | 33     | 15 | 03 | 15 | 61:068 |
| England 1        | 32     | 03 | 07 | 22 | 24:083 |
| Belgien          | 30     | 09 | 06 | 15 | 45:057 |
| Schweden         | 29     | 11 | 07 | 11 | 42:047 |
| Portugal         | 27     | 11 | 05 | 11 | 35:044 |
| Tschechoslowakei | 27     | 07 | 06 | 14 | 38:058 |
| Spanien          | 27     | 02 | 06 | 19 | 24:058 |
| Irland           | 19     | 07 | 04 | 08 | 14:19  |
| Norwegen         | 19     | 06 | 05 | 08 | 20:026 |
| Schottland       | 17     | 05 | 04 | 08 | 25:27  |
| Türkei           | 16     | 05 | 03 | 08 | 23:22  |
| Griechenland     | 15     | 09 | 04 | 02 | 20:12  |
| Rumänien         | 15     | 04 | 05 | 06 | 22:19  |
| Dänemark         | 15     | 02 | 08 | 05 | 16:21  |
| Luxemburg        | 13     | 11 | 01 | 01 | 33:10  |
| Jugoslawien 2    | 13     | 02 | 05 | 06 | 16:29  |
| Bulgarien        | 12     | 06 | 04 | 02 | 22:13  |
| Polen            | 11     | 01 | 06 | 04 | 12:21  |

| Land          | Spiele | S  | U | N | Tore  |
| ------------- | ------ | -- | - | - | ----- |
| USA           | 010    | 05 | 4 | 1 | 15:07 |
| Brasilien     | 10     | 02 | 4 | 4 | 09:12 |
| Liechtenstein | 09     | 09 | 0 | 0 | 28:01 |
| Slowenien     | 09     | 06 | 1 | 2 | 17:08 |
| Israel        | 09     | 03 | 5 | 1 | 13:08 |
| Nordirland    | 09     | 03 | 4 | 2 | 06:04 |
| Island        | 08     | 07 | 1 | 0 | 21:06 |
| Wales         | 08     | 05 | 1 | 2 | 17:07 |
| Zypern        | 08     | 05 | 2 | 1 | 16:05 |
| Albanien      | 07     | 06 | 1 | 0 | 12:04 |
| Malta         | 07     | 05 | 2 | 0 | 17:03 |
| Sowjetunion   | 07     | 0  | 3 | 4 | 07:16 |
| Argentinien   | 07     | 0  | 2 | 5 | 03:15 |
| Färöer        | 06     | 06 | 0 | 0 | 19:02 |
| Mexiko        | 06     | 04 | 1 | 1 | 14:09 |
| Finnland      | 06     | 04 | 0 | 2 | 10:06 |
| Tschechien    | 06     | 02 | 0 | 4 | 07:09 |
| Estland       | 05     | 05 | 0 | 0 | 18:0  |
| Litauen       | 05     | 05 | 0 | 0 | 20:01 |
| Belarus       | 05     | 04 | 1 | 0 | 12:03 |
| Lettland      | 05     | 04 | 1 | 0 | 09:03 |
| DDR           | 05     | 0  | 1 | 4 | 03:13 |
| Russland      | 05     | 0  | 1 | 4 | 04:13 |

## Spielstätten

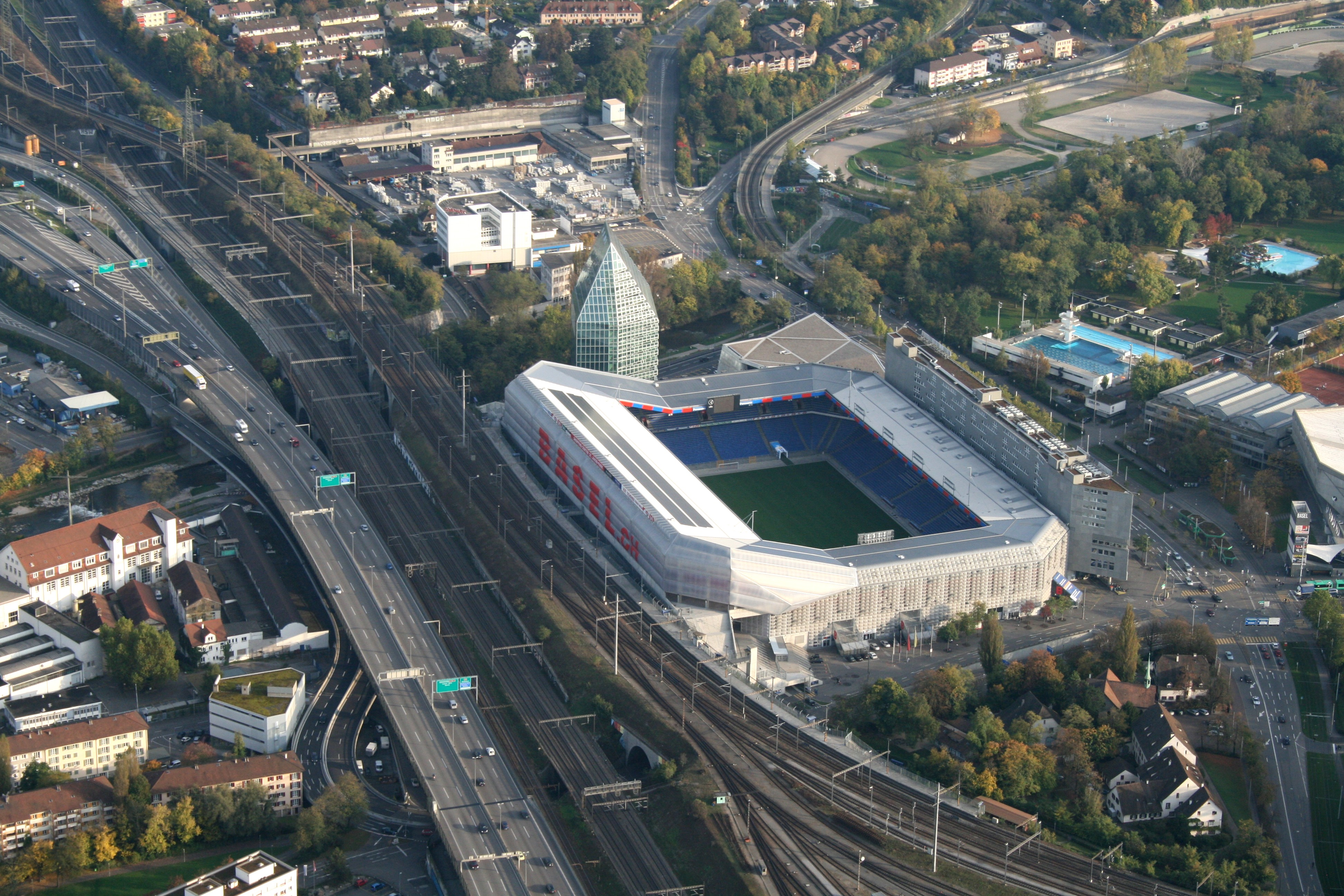
St. Jakob-Park Basel

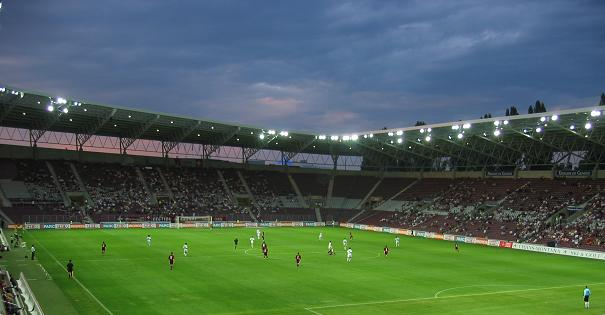
Stade de Genève

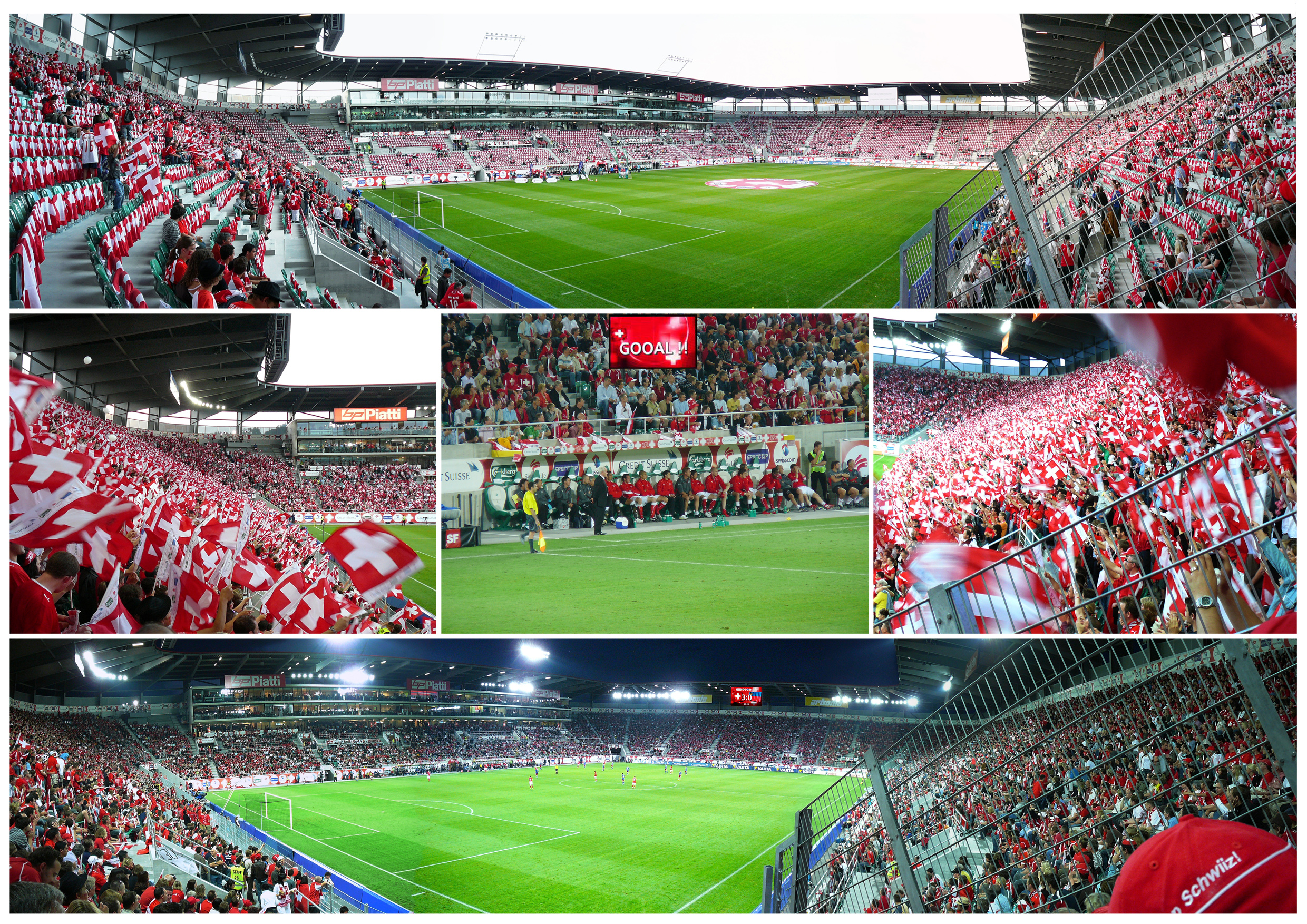
Kybunpark

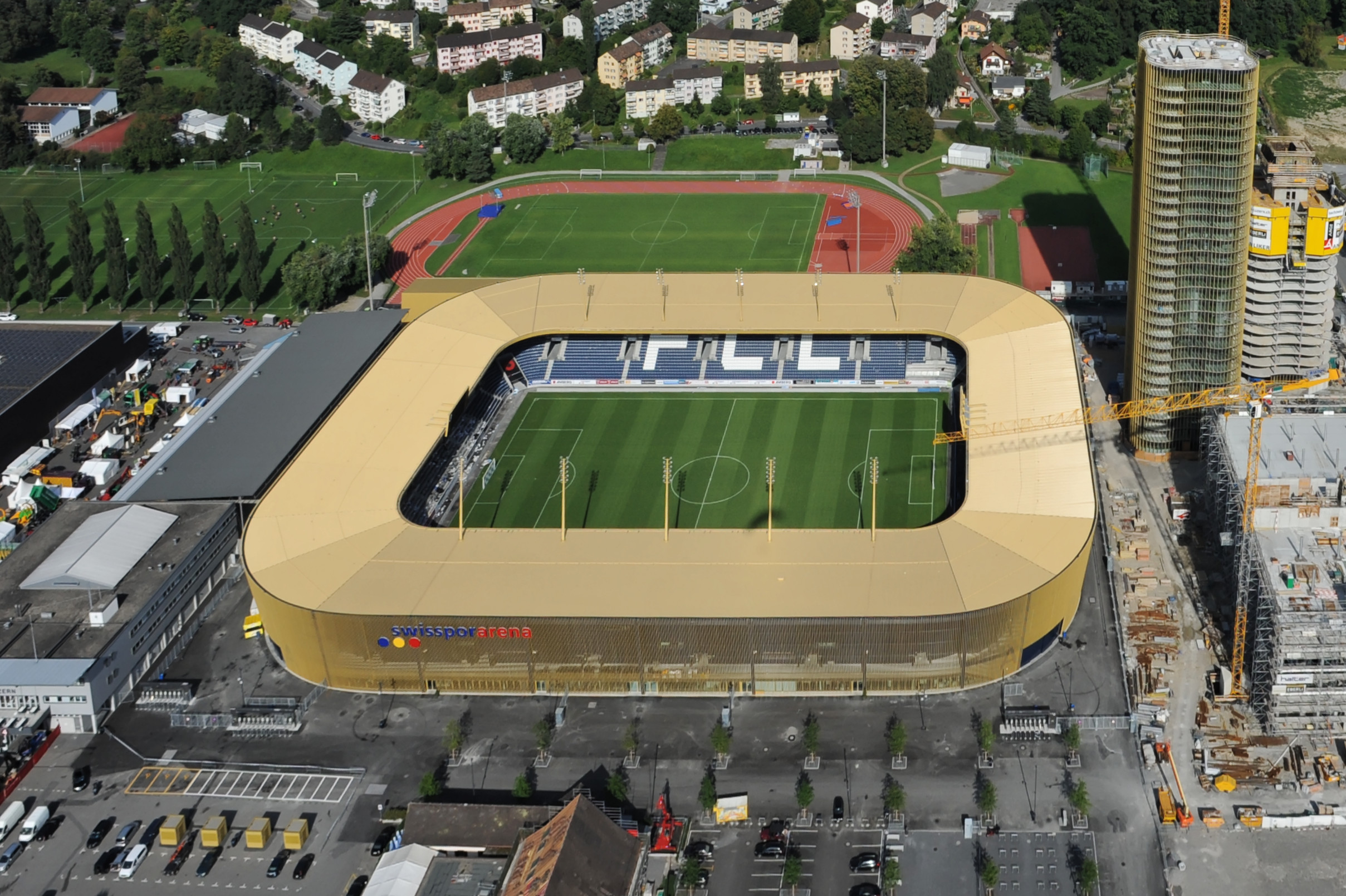
Swissporarena

Entsprechend dem föderalistischen Aufbau des Landes kommen auch im fussballerischen Bereich die grösseren geographischen Regionen gleichmässig zum Zuge.
Basel, Bern, Genf und Zürich, die vier grössten Städte des Landes, etablierten sich in den ersten Jahren als Hauptspielorte. Eine weitere Hauptspielstätte, das Stade Olympique de la Pontaise in Lausanne, kam 1923 hinzu, ist aber 1999 zum bisher letzten Mal genutzt worden.
Im ersten und zweiten Jahrzehnt des 21. Jahrhunderts spielte die Nationalmannschaft vorwiegend im 2001 eröffneten St. Jakob-Park in Basel, was unter anderem darauf zurückzuführen war, dass dieses Stadion am meisten Plätze aufweist. Das Stade de Genève in Lancy, das 2003 das Stade des Charmilles ersetzte, wurde zur zweiten Hauptspielstätte. Auf dem Letzigrund in Zürich, einer Stätte der EM 2008, waren seit 2008 nur noch Freundschaftsspiele ausgetragen worden, seit 2014 wurden im Stade de Suisse in Bern keine Länderspiele mehr durchgeführt, da dort Kunstrasen verlegt wurde.
Gegenwärtig per 2023 werden Pflichtspiele (EM-/WM-Qualifikationen und Nations League) primär im St. Jakob-Park in Basel, im Stade de Genève bei Genf, in der Swissporarena in Luzern und im Kybunpark in St. Gallen ausgetragen. Bei Freundschaftsspielen, bei denen ein weniger grosses Zuschauerinteresse zu erwarten ist, kommen auch andere Stadien und solche in kleineren Städten zum Zuge.
Die Heimspiele der Nationalmannschaft fanden in folgenden Stadien statt:
| Stadt             | Stadion                        | Spiele | Zeitraum  |
| ----------------- | ------------------------------ | ------ | --------- |
| Bern              | Stadion Wankdorf               | 72     | 1911–1998 |
| Zürich            | Hardturm-Stadion               | 60     | 1911–2006 |
| Basel             | St.-Jakob-Stadion              | 59     | 1911–1998 |
| Lausanne          | Stade Olympique de la Pontaise | 36     | 1923–1999 |
| Basel             | St. Jakob-Park                 | 36     | seit 2001 |
| Genf              | Stade des Charmilles           | 31     | 1908–2001 |
| Lancy             | Stade de Genève                | 22     | seit 2003 |
| St. Gallen        | Kybunpark                      | 21     | seit 2008 |
| St. Gallen        | Espenmoos                      | 12     | 1912–2002 |
| Luzern            | Swissporarena                  | 12     | seit 2012 |
| Luzern            | Stadion Allmend                | 10     | 1971–1997 |
| Lugano            | Stadio di Cornaredo            | 09     | seit 1951 |
| Bern              | Stade de Suisse (Wankdorf)     | 06     | 2005–2013 |
| Zürich            | Letzigrund (neu)               | 07     | seit 2007 |
| Sitten            | Stade de Tourbillon            | 05     | seit 1985 |
| Neuenburg         | Stade de la Maladière (alt)    | 04     | 1983–1989 |
| Suhr              | Stadion Brügglifeld            | 01     | 1987      |
| Basel             | Landhof                        | 01     | 1908      |
| Bellinzona        | Stadio Comunale                | 01     | 1987      |
| La Chaux-de-Fonds | Stade de la Charrière          | 01     | 1911      |
| Neuenburg         | Stade de la Maladière (neu)    | 01     | 2017      |
| Thun              | Stockhorn Arena                | 01     | 2015      |
| Zürich            | Letzigrund (alt)               | 01     | 1999      |

Stand: 15. November 2024

## Rekorde
- Die längste Serie an Spielen ohne Gegentreffer: 5 Spiele. 4 Spiele davon bei der WM 2006 und ein Spiel bei der WM 2010.*
- Die meisten WM-Spielminuten in Folge ohne Gegentor: 559 Minuten (2. Juli 1994 bis 21. Juni 2010). Die Serie begann mit dem Penaltyschiessen zum 3:0-Endstand durch Txiki Begiristain im Achtelfinalspiel gegen Spanien an der Fussball-Weltmeisterschaft 1994 in den USA und endete an der Fussball-Weltmeisterschaft 2010 in Südafrika beim zweiten Gruppenspiel gegen Chile, als Mark González in der 75. Spielminute zum 1:0-Endstand traf.

* Italien bekam ebenfalls während 5 Spielen bei der WM 1990 keinen Gegentreffer.

## Andere Auswahlmannschaften

### Junioren-Auswahlen
Als erste Schweizer Junioren-Auswahl spielte am 1. August 1949 eine U-19-Auswahl ein Länderspiel gegen die Niederlande, das mit einer 1:3-Niederlage endete. Bis heute hat die U-19 über 460 Spiele absolviert und konnte als bisher grössten Erfolg als Gastgeber den Halbfinal der EM 2004 erreichen. Dort unterlag die Mannschaft schliesslich der Türkei mit 2:3 nach Verlängerung. Die U-21 als letzte Auswahl vor der Nationalmannschaft wurde 1990 gegründet und erreichte 2002 bei der Europameisterschaft im eigenen Land ebenfalls den Halbfinal, wo man gegen Frankreich mit 0:2 ausschied. Zuletzt hat der Schweizer Fussballverband 1997 eine U-15-Auswahl gegründet und hat seither insgesamt sieben Junioren-Auswahlen von den Altersstufen U-15 bis U-21.
Die erfolgreichste Junioren-Auswahl bisher war die U-17. 2002 qualifizierte sich diese erstmals für eine Europameisterschaft und konnte das Turnier auf Anhieb gewinnen. Im Final wurde dabei Frankreich mit 4:2 nach dem Penaltyschiessen bezwungen, nachdem es nach der regulären Spielzeit und der Verlängerung jeweils 0:0 gestanden hatte. 2009 folgte schliesslich die erstmalige Qualifikation für eine U-17-Weltmeisterschaft sowie der erste Schweizer WM-Titel. Wiederum gewann die Auswahl sämtliche Spiele und bezwang im Final den Gastgeber und Titelverteidiger aus Nigeria mit 1:0. Als weiteren Erfolg einer Junioren-Auswahl konnte sich die U-20 für die Weltmeisterschaft 2005 qualifizieren. Von den sieben Auswahlmannschaften haben die U-15, die U-17 sowie die U-21 eine positive Länderspielbilanz.

### Nationalmannschaft der Frauen
Das erste offizielle Länderspiel der Nationalmannschaft der Frauen wurde 1972 in Basel gegen Frankreich ausgetragen und endete 2:2. Während die Schweiz gegen Österreich eine positive Spielbilanz von sechs Siegen, einem Unentschieden und zwei Niederlagen in offiziellen Spielen hat, konnte sie gegen Deutschland von bisher 17 Begegnungen keine gewinnen. 2014 gelang ihr die erstmalige Qualifikation für die Weltmeisterschaft 2015, und 2016 konnte sie sich erstmals für eine Europameisterschaft qualifizieren.
Für die Juniorinnen bestehen Auswahlmannschaften in den Altersstufen U-19, U-17 und U-16. 2009 erreichte die U-19 in Belarus als erstes Schweizer Frauenteam einen EM-Halbfinal und qualifizierte sich damit gleichzeitig für die U-20-WM, die 2010 in Deutschland stattfand. Dort verlor die Mannschaft jedoch alle drei Vorrundenspiele und schied ohne eigenen Torerfolg aus.

### Amateur-Nationalmannschaft
1958 beschloss die Delegiertenversammlung des SFV auf Anregung des Präsidenten Gustav Wiederkehr, eine Nationalmannschaft für Amateure aufzustellen. Dieser Schritt entsprach dem damaligen Zeitgeist, der den professionellen Sport ablehnte und finanzielle Entschädigungen als Korrumpierung der Ideale des Fussballs betrachtete. Die Mannschaft bestand fast ausschliesslich aus Spielern aus der 1. Liga, der dritthöchsten Spielklasse. Das erste Spiel fand am 3. November 1959 in Enschede gegen die Niederlande statt (1:1). Die Versuche, sich für die olympischen Turniere der Jahre 1960, 1964, 1968 und 1972 zu qualifizieren, scheiterten allesamt.
Nach dem Qualifikationsspiel am 5. November 1971 in Kopenhagen gegen Dänemark (0:4) beschloss der SFV die Auflösung der Mannschaft. Mehrere Gründe waren dafür entscheidend: Erstens blieb das Interesse der Zuschauer stets sehr bescheiden, zweitens erwies sich die Konkurrenz der Staatsamateure der Ostblockstaaten als viel zu stark, und drittens entschieden sich die Leistungsträger jeweils nach kurzer Zeit für den Halbprofessionalismus, so dass die Mannschaft nie ein aufeinander abgestimmtes Team bilden konnte.

### Landesauswahl der Arbeiterfussballer
Neben der offiziellen Nationalmannschaft des SFV trug über ein halbes Jahrhundert lang eine weitere Auswahl sporadisch Länderspiele aus. Dabei handelte es sich um die Verbandsauswahl des sozialdemokratischen Schweizerischen Arbeiter-Turn- und Sportverbandes (SATUS), der in der Schweiz den Arbeitersport organisierte und sich bewusst vom «bürgerlichen» Sport abgrenzte.
Die Auswahl des 1917 gegründeten Verbandes gab ihr Debüt 1922 gegen Frankreich, das Spiel in Genf endete mit einer 1:3-Niederlage. Bei der ersten Arbeiterolympiade 1925 in Frankfurt am Main gewannen die SATUS-Vertreter gegen Frankreich, verloren aber gegen Belgien und Deutschland und schieden in der Vorrunde aus. Bei der zweiten Arbeiterolympiade 1931 in Wien siegten die Schweizer gegen Lettland, doch die Niederlage gegen den späteren Turniersieger Österreich bedeutete das vorzeitige Ausscheiden. Die dritte und letzte Arbeiterolympiade fand 1937 in Antwerpen statt. Die Schweizer schlugen Finnland und schieden im Halbfinal gegen Norwegen aus. 1932 bis 1934 beteiligte sich die SATUS-Landesauswahl auch an der ersten Arbeiterfussball-Europameisterschaft, und 1928 nahm eine inoffizielle SATUS-Auswahl an der internationalen Spartakiade in Moskau teil. Zur Volksolympiade 1936 in Barcelona, die gegen den Missbrauch der Olympischen Spiele durch die nationalsozialistische Propaganda protestieren wollte, meldete der SATUS die Fussball-Landesauswahl sowie die Regionalauswahlen von Basel und Genf an. Das Turnier konnte wegen des Ausbruchs des Spanischen Bürgerkriegs aber nicht stattfinden.
Nach dem offiziellen Bekenntnis des SATUS zur Sozialdemokratie wurden 1929 die kommunistischen Vereine ausgeschlossen, die daraufhin die «Kampfgemeinschaft für rote Sporteinheit» gründeten. Sie führte 1930 eine Tour durch die Sowjetunion durch und nahm 1931 an einer verbotenen Spartakiade in Berlin sowie 1934 an einer «Arbeiterfussball-Weltmeisterschaft» in Paris teil. Im selben Jahr musste eine Partie gegen die Sowjetunion wegen Visa-Verweigerung durch den Bundesrat ins französische St. Louis verlegt werden. Die Schweizer Auswahl bestand dabei aus 7 Rotsportlern, drei SATUS-Fussballern und einem SFV-Spieler. 1936 schlossen sich die kommunistischen Sportler wieder dem SATUS an. Nach dem Zweiten Weltkrieg beteiligte sich die SATUS-Auswahl nur noch sporadisch an internationalen Anlässen, so zum Beispiel 1948 und 1958 an den Jubiläumsturnieren des französischen sowie 1960 und 1970 an jenen des belgischen Arbeitersportverbandes. Nach einem Turnier in Italien wurde 1979 der internationale Spielbetrieb mangels Interesse der Sportler eingestellt.

### Fussballauswahl von Makkabi Schweiz
Auch der jüdische Sportdachverband verfügte über eine Fussballauswahl. Der Verband war 1918 gegründet worden und nannte sich ab 1938 Makkabi Schweiz. An der dritten Makkabiade, die 1950 in Tel Aviv stattfand, beteiligte sich auch eine Auswahl von Schweizer Juden. Ihr erstes Spiel gegen die israelische Nationalmannschaft verloren sie mit 1:9. Es folgten eine Niederlage gegen England, ein Unentschieden gegen Südafrika und ein Sieg gegen Frankreich, womit die Schweizer den vierten Schlussrang belegten.
Bei ihrer zweiten Teilnahme im Jahr 1953 mussten die Schweizer innerhalb von acht Tagen fünf Spiele austragen. Zwei Partien gegen Finnland wurden gewonnen, während man gegen England, Israel und die USA verlor. 1961 beteiligten sich die Schweizer Juden zum letzten Mal am Fussballturnier der Makkabiade. Sie gewannen das erste Spiel gegen Argentinien, während das zweite Spiel gegen England aufgrund organisatorischer Probleme nicht ausgetragen werden konnte. Daraufhin qualifizierten sich beide Mannschaften am grünen Tisch für die Finalrunde. Nach deutlichen Niederlagen gegen England und Südafrika resultierte der vierte Schlussrang.
Seit den 1980er Jahren tritt Makkabi Schweiz mit einem Futsal-Team an. Die beste Platzierung an der Welt-Makkabiade war der siebte Platz im Jahr 1993. Bei den europäischen Makkabi-Spielen 1987 gelang der Gewinn der Bronzemedaille, hinzu kamen 1991 und 1995 jeweils vierte Plätze.